# Storia di Roma

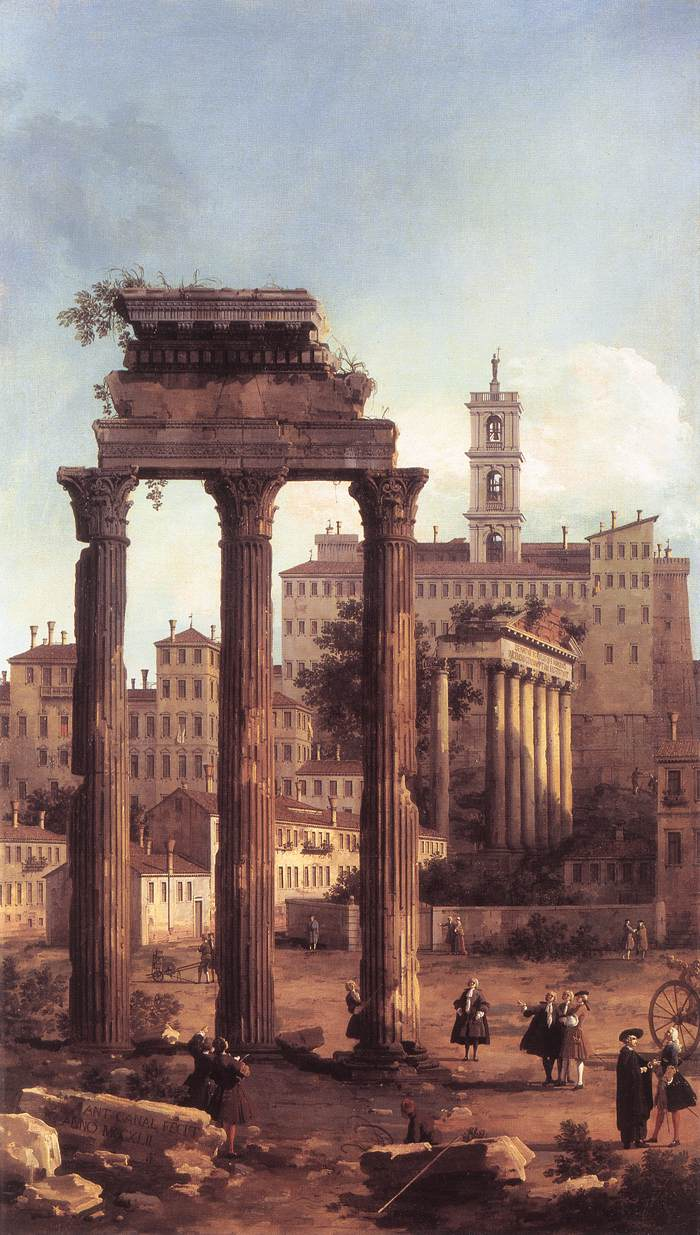
Roma: rovine del foro, guardando verso il Campidoglio. (Canaletto 1742)

La storia di Roma riguarda le vicende della città, dalla sua fondazione sino a oggi, per oltre 27 secoli.

## Preistoria

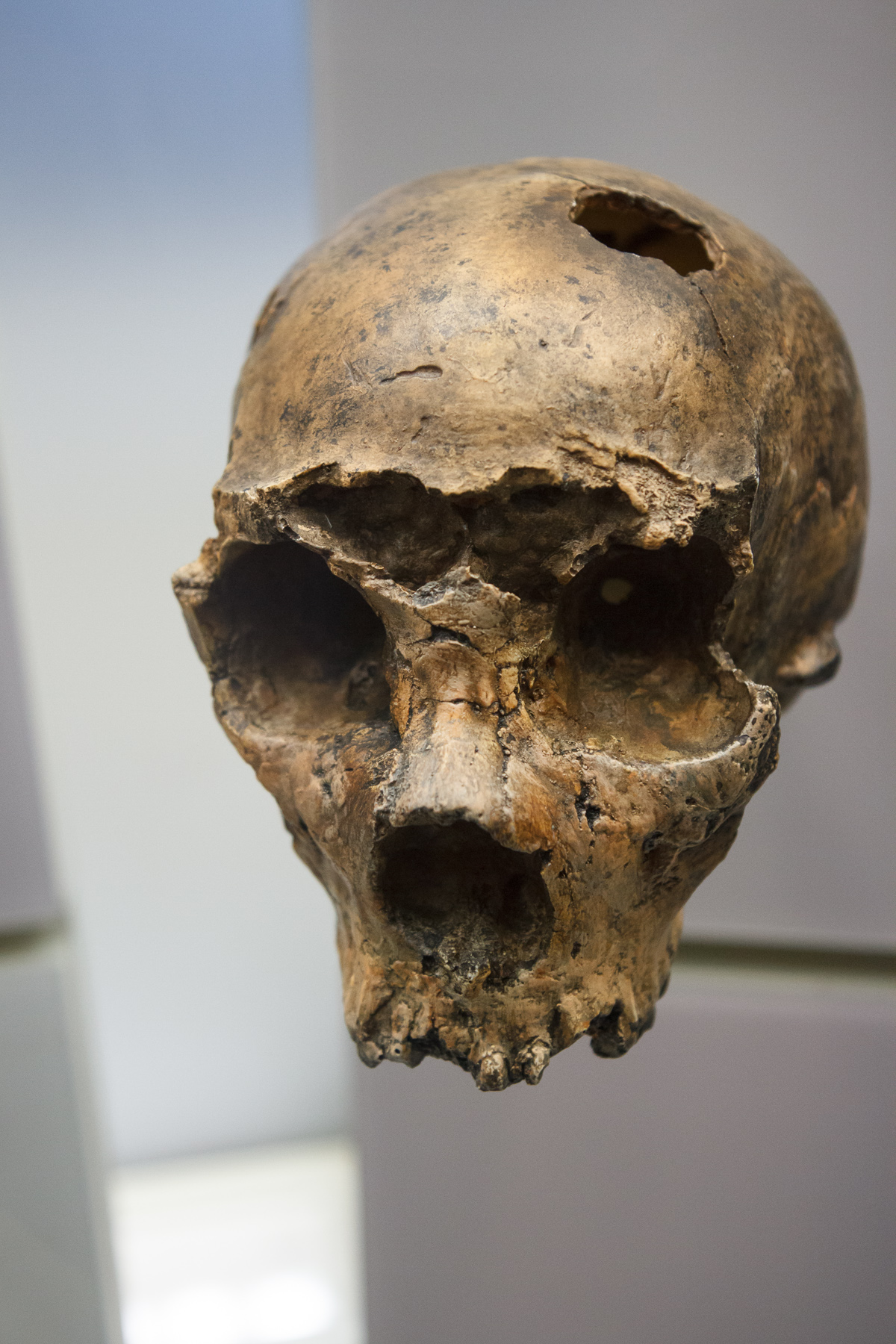
Teschio di donna, cosiddetto Uomo di Saccopastore, esposto al Museo di Antropologia "Giuseppe Sergi"

Le più antiche tracce di ominidi nell'area di Roma, sono quelle relative a utensili riferibili all'Homo heidelbergensis risalenti al Pleistocene medio (circa 325.000-310.000 anni fa), ritrovate nella Polledrara di Cecanibbio, su via di Cecanibbio nella zona di Castel di Guido, insieme a resti di grandi mammiferi, come elefanti preistorici e uro.
Un altro importante e numeroso deposito di resti animali preistorici, è quello di Casal de' Pazzi scoperto nel 1981 nei pressi del fiume Aniene tra via Nomentana e via Tiburtina, riferibile a circa 200.000 anni fa. Anche qui sono state rinvenute numerose ossa di vertebrati, attribuibili per lo più a mammiferi e uccelli; tra i primi ricorrono con maggiore frequenza l'elefante antico, il rinoceronte e l'ippopotamo. Nel giacimento è stato rinvenuto un frammento di parietale destro attribuibile al genere Homo, con caratteristiche definite come preneandertaliane. Si riferiscono invece all'uomo di Neanderthal, i reperti relativi al famoso ritrovamento del 1929 vicino all'Aniene, in zona Monte Sacro, dell'uomo di Saccopastore, vissuto circa 125.000 anni fa.
Altri ritrovamenti sono quelli del sito della scavo della Valchetta a Monte Mario, con resti risalenti a 65.000 anni fa, e a Quadrato di Torre Spaccata, presso la via Tuscolana, dove sono stati portati alla luce resti di un insediamento del Neolitico finale risalente a circa 6.200-6.100 anni fa e di un altro della fine dell'età del rame risalente a 4.700-4.600 anni fa.
Più recenti sono numerosi altri insediamenti e necropoli con tombe ipogeiche a grotticella (facies di Rinaldone, gruppo Roma-Colli Albani e del Gaudo) che coprono un arco di tempo compreso tra il Neolitico antico (facies della ceramica impressa medio-tirrenica, circa 7.600 anni fa) e l'inizio dell'età del rame (facies della ceramica a pettine trascinato, circa 4.700-4.000 anni fa), documentando una intensa frequentazione e sfruttamento del territorio del suburbio da parte di comunità complesse e ben strutturate.

## Età protostorica e fondazione

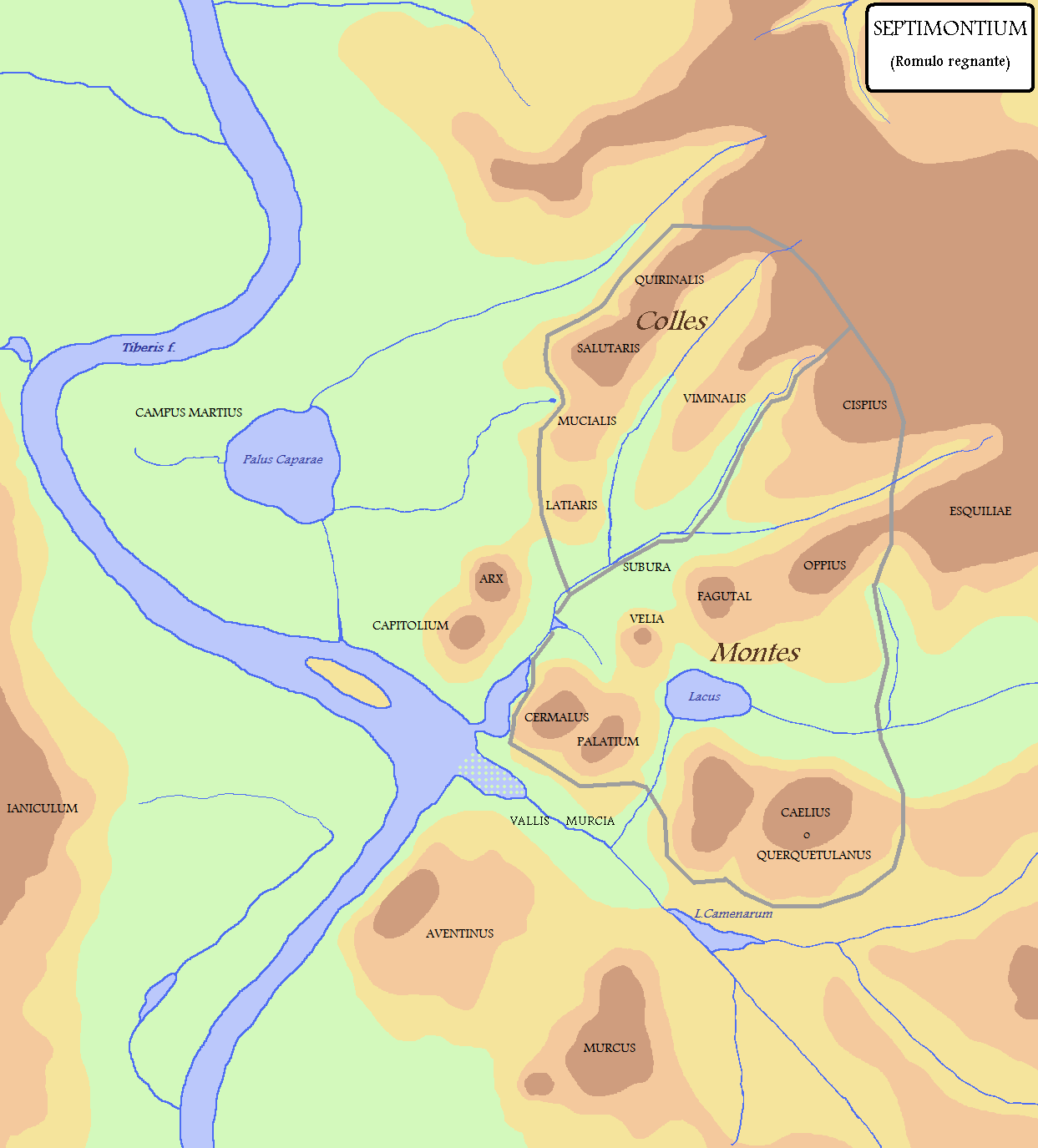
Montes e colles del Septimontium di Roma antica

Durante l'età del ferro giunsero nel Lazio genti di stirpe indoeuropea (Latini), nel quadro di un generale fenomeno di migrazione che sembra aver interessato la penisola italiana in due ondate successive (prima il gruppo latino-falisco e quindi il gruppo umbro-sabello), attraversandola secondo due direttrici, tirrenica e adriatica, da nord a sud.
I Falisci occuparono la Valle del Tevere, tra i monti Cimini e i Sabatini, mentre i Latini si stanziarono nel Latium vetus ("Lazio antico"), ovvero il territorio compreso tra la riva sinistra del corso finale del Tevere, i Colli Albani e la costa tirrenica, che confinava con quello di diverse altre popolazioni.
Queste comprendevano gli Etruschi, a nord del Tevere, i Volsci, di origine osca, che occupavano la parte meridionale del Lazio e i monti Lepini, gli Aurunci, stanziati sulla costa tirrenica a cavallo dell'attuale confine tra Lazio e Campania; quindi a nord, sull'Appennino, si trovavano i Sabini, e a est gli Equi. Nella valle del Trero, gli Ernici controllavano la via commerciale per la Campania e, nel territorio tra Ardea e Anzio, erano stanziati i Rutuli.
Lo sviluppo dell'abitato di Roma fu aiutato dalla natura dei luoghi che, per la vicinanza al guado dell'isola Tiberina, si presentava particolarmente adatta allo scambio di merci, tra cui il sale di fondamentale importanza; qui infatti confluivano i percorsi per l'approvvigionamento del sale che percorrevano la valle del fiume (la via Salaria dall'Appennino e la via Campana dal Tirreno), e quelli costieri tra Etruria (con la vicina Veio) e Campania (con le colonie greche).
Per il carattere "emporico" del luogo, che aveva nell'area del Foro Boario il centro sacro e commerciale, questo fu frequentato da Fenici fin dai decenni finali dell'VIII secolo a.C. e da Greci (probabilmente gli Eubei di Cuma) dal secondo quarto sempre dell'VIII secolo, oltre agli Etruschi e alle popolazioni italiche. Vi sorgeva un antichissimo santuario, l'Ara massima di Ercole, dedicato a una divinità locale forse di origine sabina, assimilata al Melqart fenicio e più tardi all'Ercole greco-romano.
Rilevante anche la morfologia dell'area geografica su cui insistevano gli insediamenti primitivi, che può essere dedotta da analogie e da verifiche geologiche di questo e altri siti della valle del Tevere: era una zona caratterizzata da colline di altezza di solito contenuta, ma dai fianchi tufacei che potevano anche essere estremamente ripidi e con le sommità generalmente abbastanza pianeggianti, adatte quindi a ospitare nuclei abitativi che, per ovvi motivi di sicurezza, preferivano stabilirsi su queste alture piuttosto che nelle valli sottostanti. In particolare, la sommità del Palatino aveva una forma vagamente trapezoidale, che potrebbe essere stato il motivo per cui questa prima Roma venne definita "quadrata”.
Per la difesa di questi primi agglomerati urbani si sfruttava, per quanto possibile, la conformazione del terreno, nel senso che veniva eretto un muro o, piuttosto, un rinforzo, solo dove il pendio del colle non era abbastanza ripido da impedire l'accesso. Spesso all'esterno del muro veniva anche scavato un fossato tale da rendere quanto meno difficoltoso l'avvicinamento sui lati non difesi naturalmente.
Ancora ampiamente dibattuto è il processo attraverso il quale i primitivi insediamenti sparsi sui Colles e Montes si siano poi uniti nel Septimontium, a formare il nucleo originario della città. Comunque l'area romana identificata dal Septimontium, inizialmente ristretta ai soli montes, allargata in seguito anche ai colles, sviluppatosi principalmente alla falde dei rilievi, costituì la fase successiva dello sviluppo urbano di Roma, durante la quale, i vari aggregati urbani mantennero delle caratteristiche distintive.
La città di Roma si venne a formare attraverso il fenomeno del sinecismo, durato vari secoli, che vide, in analogia a quanto accadeva in tutta l'Italia centrale, la progressiva riunione in un vero e proprio centro urbano, degli insediamenti dispersi sui vari colli. Ed è quello che verosimilmente può essere accaduto anche sul Palatino, che inizialmente era composto da vari nuclei abitativi indipendenti: il Romolo della leggenda può essere stato il realizzatore della prima unificazione di questi nuclei in un'entità unica.
La data tradizionale alla metà dell'VIII secolo a.C., corrisponde al momento in cui i dati archeologici disponibili indicano la creazione di una grande necropoli comune sull'Esquilino, che sostituisce i precedenti luoghi di sepoltura nelle zone libere tra i villaggi, ormai considerate parte integrante dello spazio urbano, come ad esempio l'area del colle Velia, l'altura intermedia tra il Germalo e il Palatino vero e proprio. Scavi al Foro Boario hanno portato alla luce della ceramica greca dell'VIII secolo a.C. che dimostra i rapporti commerciali con le prime colonie elleniche di Ischia e Capua. Inoltre, sempre risalenti alla metà dell'VIII secolo a.C., abbiamo le tracce archeologiche di capanne sul Palatino, con la conseguente creazione di un unico sito abitativo che può essere riconosciuto come la prima dimora dei re di Roma, almeno fino al 750-725, data in cui si viene a creare un duplicato della regia palatina nella zona del futuro locus Vestae. In relazione alla capanna regia del Palatino si hanno anche la fossa di fondazione e alcune rasature di muri risalenti allo stesso periodo, che possono essere interpretati come i muri della prima Roma, la Roma quadrata delle fonti annalistiche.
La data ufficiale fu fissata da Marco Terenzio Varrone, secondo il quale la città era stata fondata da Romolo e Remo il 21 aprile del 753 a.C. Altre fonti riportano tuttavia date diverse: Quinto Ennio, poeta latino del III-II secolo a.C., nei suoi Annales colloca la fondazione nell'875, lo storico greco Timeo di Tauromenio (IV-III secolo a.C.) nell'814 (contemporaneamente, quindi, alla fondazione di Cartagine), Quinto Fabio Pittore (III a.C.) all'anno 748 e Lucio Cincio Alimento nel 729.

## Età romana

### Età regia
I primi Re di Roma appaiono soprattutto come figure mitiche. A ogni sovrano viene generalmente attribuito un particolare contributo nella nascita e nello sviluppo delle istituzioni romane e nella crescita sociopolitica dell'urbe. Contemporaneamente, venivano fondati i primi edifici di culto e si insediavano sui colli periferici gli abitanti delle vicine città che venivano man mano conquistate e distrutte. Una fase importante avvenne nel VII secolo a.C., al tempo attribuito ad Anco Marzio, quando venne creato il primo ponte sul Tevere, il Sublicio e venne protetta la testa di ponte ovest con un insediamento sul Gianicolo. Nello stesso periodo egli, secondo la tradizione, avrebbe fatto costruire il porto di Ostia alla foce del fiume, e lo avrebbe collegato con una strada che eliminò tutti i centri abitati sulla riva sinistra del Tevere: lo scavo di Decima, che potrebbe essere identificato in Politorium o Tellenae, ha dato fondamento a questa tradizione, poiché è stato notato come lo sviluppo della sua necropoli si arresti bruscamente alla fine del VII secolo a.C..
Lo sfruttamento delle potenzialità della posizione privilegiata dell'insediamento e la sua urbanizzazione può spiegare l'intervento puntuale degli Etruschi, divenuti consapevoli della posizione chiave della città: nel VI secolo a.C. i re appartennero a una dinastia etrusca, che segnò la definitiva urbanizzazione della città. Le mura Serviane (nel tracciato che coincide quasi perfettamente con il rifacimento del IV secolo a.C.) cinsero una superficie di 426 ettari, per una città, divisa in quattro tribù territoriali (Palatina, Collina, Esquilina e Suburbana), che era la più ampia della penisola italica di allora. Il periodo di grande prosperità per la città sotto l'influenza etrusca degli ultimi tre re è testimoniato anche dalle prime importanti opere pubbliche: il tempio di Giove Ottimo Massimo sul Campidoglio (il più grande tempio etrusco a noi noto), il santuario arcaico dell'area di Sant'Omobono, e la costruzione della Cloaca Massima, che permise la bonifica dell'area del Foro Romano e la sua prima pavimentazione, rendendolo il centro politico, religioso e amministrativo della città. Un altro canale drenò Vallis Murcia e permise, sempre per opera dei Tarquini, di costruire il primo edificio per spettacoli al Circo Massimo.
L'influenza etrusca lasciò a Roma testimonianze durevoli, riconoscibili sia nelle forme architettoniche dei templi, sia nei simboli del potere, come ad esempio nel caso del fascio littorio, sia in ambito religioso, come ad esempio con la pratica dell'aruspicina. Roma non perse mai però la sua forte componente etnica e culturale latina, per questo, anche alla fine dell'età regia, non si può mai parlare di Roma come di una città etrusca.
Tarquinio il Superbo, in particolare, allargò l'orizzonte territoriale di Roma con una politica di insediamenti nel Basso Lazio, o Latium vetus, che arrivò a fondare insediamenti difensivi sul Circeo.

### Età repubblicana

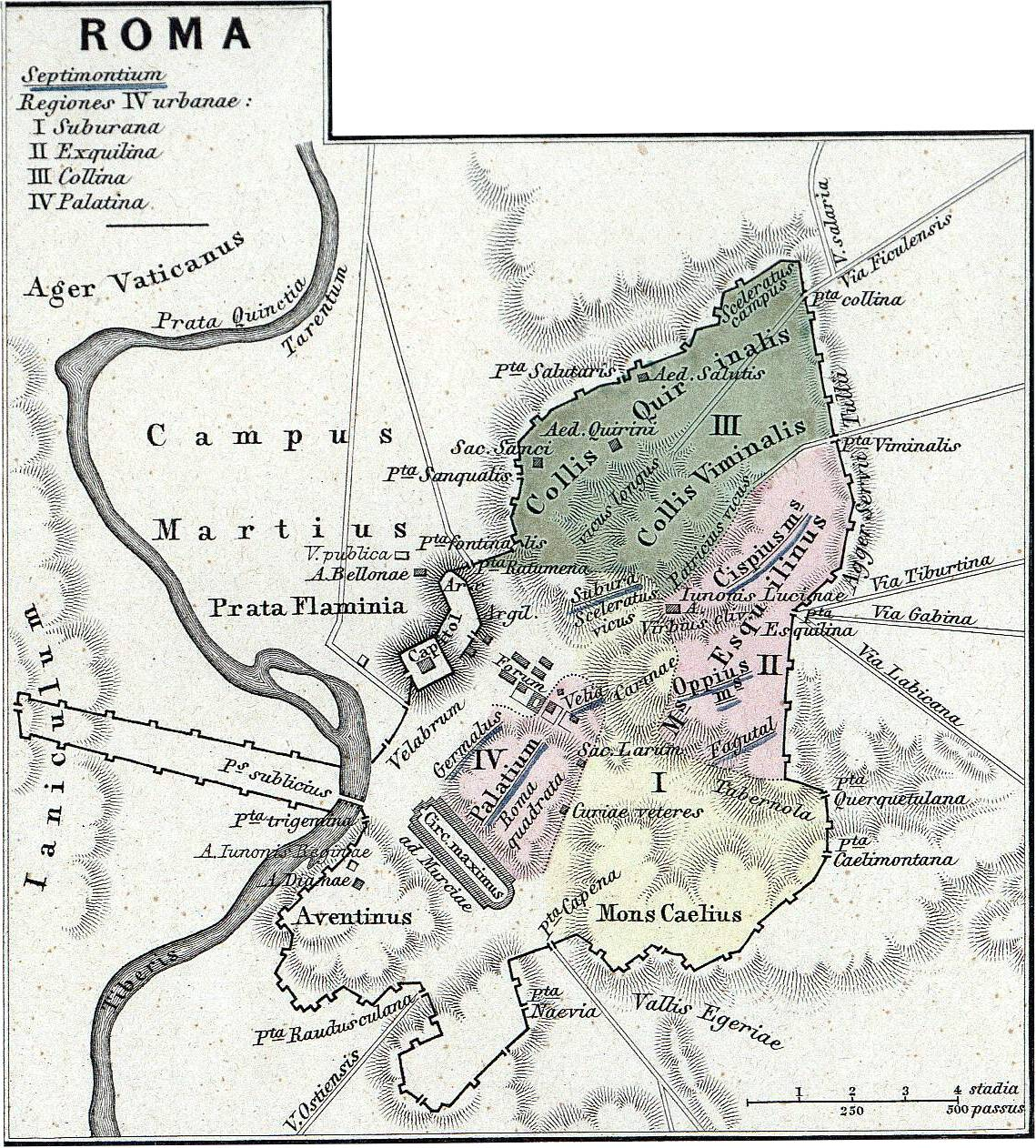
Pianta di Roma antica in epoca repubblicana

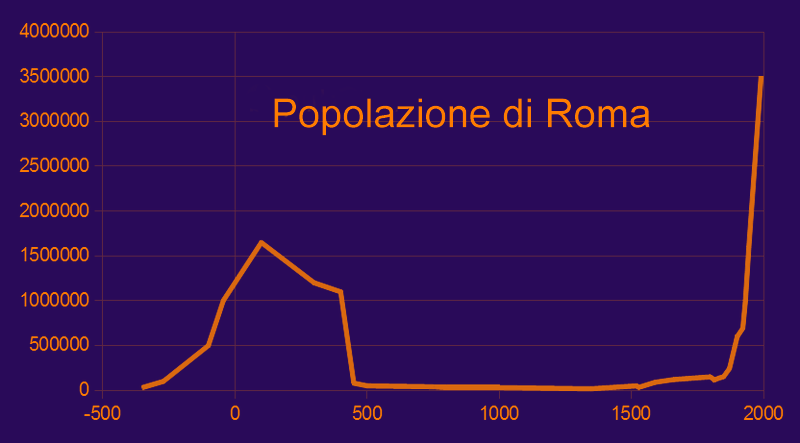
Andamento demografico della popolazione di Roma dal 500 a.C. a oggi

Inizialmente Roma, resasi autonoma e libera dal giogo di Etruschi e Latini, lotta per la propria indipendenza.
I decenni successivi al 509 a.C. furono caratterizzati da una notevole attività edilizia: tra i santuari sorsero il tempio di Saturno, il tempio dei Dioscuri nel Foro e quello di Cerere alle pendici dell'Aventino. Queste fondazioni dimostrano un innegabile influsso ellenico, testimoniato anche dalle importazioni di ceramica greca, continue fino alla metà del secolo successivo. A partire dalla metà del V secolo a.C. con il governo dei decemviri e con la promulgazione delle leggi delle XII tavole si registrò invece un periodo di crisi, causata dalla fase più acuta delle lotte tra patrizi e plebei e dalla calata del Volsci, che significò la perdita dei territori nel Lazio meridionale. Un analogo declino venne subito in tutta la penisola, anche nelle città greche ed etrusche. L'unica opera architettonica di qualche rilievo fu la fondazione del Tempio di Apollo in Campo Marzio e la Villa Pubblica, creata per le nuove figure dei censori.
Se però i Romani avevano sconfitto i Latini, e li avevano resi propri alleati attraverso il Foedus Cassianum, un nuovo pericoloso fronte si apre per i Romani, rappresentato dai Volsci, che si erano insediatati nei territori meridionali del Lazio.
L'espansione territoriale nella zona circostante all'inizio dell'età repubblicana ci è tramandata dal testo del primo trattato con Cartagine, riportato da Polibio, dove si parla di un territorio dipendente da Roma che si estendeva fino al Circeo e a Terracina.
All'inizio del IV secolo a.C. continuò, tuttavia, il periodo di lotte con le popolazioni confinanti, culminata con la conquista della città etrusca rivale, Veio, dopo ben dieci anni di assedio e a una guerra durata quasi un secolo.
Poco dopo seguì, però, l'attacco l'episodio passato alla Storia come il sacco di Roma da parte dei Galli nel 390 a.C.
Dopo la devastante invasione si registrò la ripresa della città. Fu ricostruita la grande cinta muraria serviana, di cui rimane un tratto ben conservato e visibile nelle vicinanze della Stazione Termini, ricalcando il tracciato precedente e sostituendo le mura in cappellaccio e i terrapieni con pareti più alte e meglio strutturate, in blocchi di tufo di Grotta Oscura.
La città, venne velocemente ricostruita, e fu a questa rapidità nella ricostruzione che gli storici romani (come Tito Livio) attribuirono l'aspetto disordinato della pianta cittadina. In verità però gli archeologi oggi tendono a spiegare la disordinata urbanistica di quel periodo con la rapida e continua crescita progressiva del nucleo urbano (come avveniva per esempio anche ad Atene), che non seguì alcun piano preordinato, con gli edifici e le vie che si adattavano all'orografia del territorio. In conseguenza si trattò piuttosto di un evento di lunga durata, perché se si fosse giunti a una vera e propria ricostruzione si sarebbe certamente seguito un impianto più regolare: negli edifici arcaici e del IV secolo a.C. non sono stati individuati importanti rifacimenti o cambiamenti di pianta e orientamento.
All'età repubblicana risale la fondazione di diversi edifici pubblici e templi, soprattutto nell'area del Foro Romano, dei quali sono rimaste conservate le versioni architettoniche successive, del Campidoglio e del Palatino. Sempre in quegli anni si tracciarono le prime strade consolari, i rispettivi ponti sul Tevere e i primi acquedotti (come quello voluto dal censore Appio Claudio Cieco nel 312 a.C.).
Solo a partire dal III secolo a.C. si andarono sviluppando le prime trasformazioni monumentali inserite in piani urbanistici coerenti, ad esempio il complesso di templi repubblicani dell'area sacra di Largo Argentina, costruiti separatamente e unificati dall'inserimento in un grande portico.
Nacquero contemporaneamente i modelli architettonici della basilica civile e dell'arco onorario. Per la prima volta venne applicata la tecnica edilizia del cementizio, che consentì all'architettura romana di avere un suo originale sviluppo, e iniziò l'importazione del marmo come ornamento degli edifici. Forte era l'influenza della Magna Grecia, con artisti ellenici presenti a Roma dall'inizio del V secolo a.C. e l'accentuarsi del livello culturale medio dei Romani. Il primo tempio interamente in marmo, fortemente influenzato dalle forme greche, fu il tempio rotondo del Foro Boario. Nacquero in città fabbriche di ceramica di alto livello, che vennero esportate un po' ovunque nel Mediterraneo occidentale. Si diffuse la tecnica per realizzare statue in bronzo: dalle statue di Alcibiade e Pitagora ricordate nella seconda metà del IV secolo a.C. nel Comizio, opera di artisti greci, alla quadriga in bronzo nel tempio di Giove Capitolino del 296 a.C., che sostituì una quadriga in terracotta dell'etrusco Vulca, dalle due statue colossali di Ercole e Giove nell'Area Capitolina, al celebre Bruto capitolino. Gli scrittori greci parlano ormai spesso di Roma, anzi uno di loro arriva a definirla "città greca".
La "fase classica" della Repubblica romana coincise con la conquista dell'Italia, della Sicilia e della Sardegna, basata su un ampio ceto di piccoli e medi proprietari terrieri che costituivano il nerbo dell'esercito.
Fino alla seconda guerra punica Roma era sostanzialmente una città-Stato a capo di una confederazione, ma a partire dal II secolo a.C. prese campo una crisi che si concluse con la creazione dell'impero. Tra le cause ci furono la crisi economica dovuta alla guerra, che rovinò la classe dei piccoli e medi proprietari terrieri; il latifondo iniziò a dominare la scena agreste, sostituendo a poco a poco la piccola proprietà, la popolazione proletaria si riversò così in città, andando a ingrossare le file del clientelismo politico delle principali famiglie senatorie, detentrici anche del potere economico. L'andamento si rivelò inattaccabile e i tentativi di rovescio dei Gracchi o di Saturnino fallirono miseramente. Assottigliatesi le leve militari tra i piccoli proprietari terrieri, si dovette creare un esercito di soldati di carriera, che, slegato dalle sorti della Repubblica, finì poi per consegnare il potere nelle mani dei suoi capi.
Negli ultimi due secoli della Repubblica i personaggi che conquistavano grande prestigio personale e si contendevano il potere iniziarono a sviluppare progetti urbanistici di respiro sempre più ampio, per assicurarsi l'appoggio delle masse popolari, a partire dai grandi portici della zona del Circo Flaminio, al Tabularium di Silla, che tuttora fa da sfondo al Foro Romano verso il Campidoglio, insieme al restauro del tempio capitolino. Pompeo lasciò la sua testimonianza nella città con la costruzione di un grande teatro in muratura. L'aspetto monumentale iniziò a svilupparsi anche in altre zone della città, come il Foro Olitorio e il Foro Aventino.
Nel frattempo si svilupparono i grandi quartieri popolari, grazie all'immigrazione anche dalle città italiche, con le insulae, case d'affitto a più piani. Una descrizione di Roma alla vigilia dell'impero si legge in Strabone: accanto a zone ancora libere sorge una serie ininterrotta di edifici pubblici, templi, teatri, portici, terme e un anfiteatro. A ciò va aggiunta la spinta privata all'edilizia, con le domus (le case dei più ricchi), assimilabili ormai alle più lussuose dimore ellenistiche, con il cortile colonnato (peristilio) e decorazioni sempre più sfarzose (pavimenti marmorei, pitture parietali, mosaici, soffitti dorati, ecc.). Resti di abitazioni monumentali del genere sono stati scoperti soprattutto sul Palatino e sull'Esquilino.

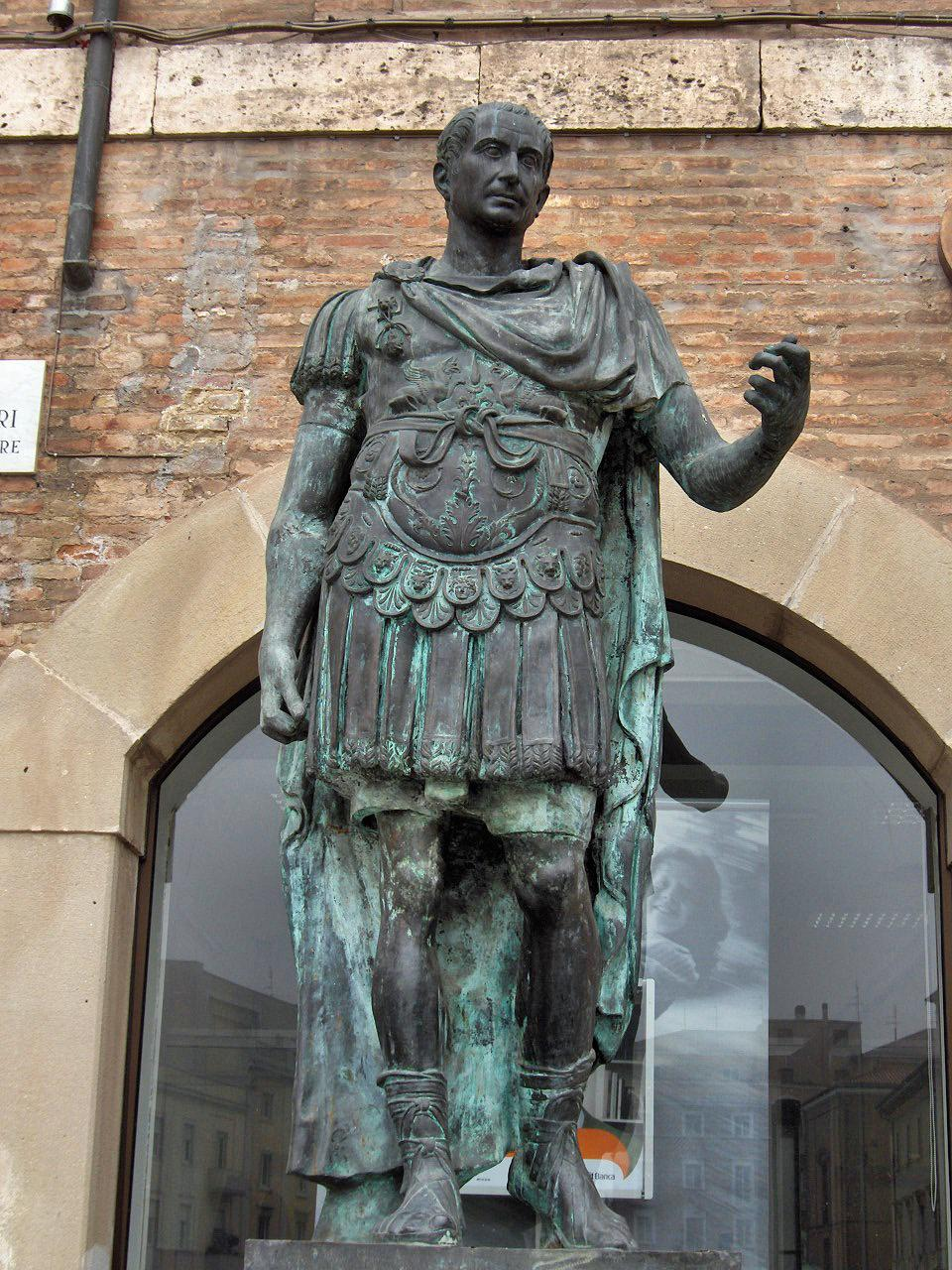
Giulio Cesare

#### L'età di Cesare
Giulio Cesare, secondo quanto ci tramanda Cicerone, aveva in progetto un rinnovo totale dell'aspetto di Roma, con un grandioso piano regolatore che prevedeva interventi in più zone, soprattutto in Campo Marzio e a Trastevere. Era addirittura prevista una deviazione del Tevere, per spianare le anse del Campo Marzio e unirlo con una parte dell'Ager Vaticanus. La sua morte impedì la realizzazione di questi progetti. Tuttavia Cesare riuscì comunque a: distruggere il Comizio, ricostruire la Curia, sede del Senato, creare una nuova piazza a suo nome, il Foro di Cesare, che costituì il precedente per i successivi Fori Imperiali, una basilica e i nuovi rostri, definendo l'aspetto e il nuovo orientamento del Foro repubblicano.

### Età imperiale
Il maggiore sviluppo urbanistico e monumentale si ebbe nell'età imperiale.

#### Roma augustea
Con Augusto la città, che aveva ormai una popolazione di circa un milione di abitanti, venne divisa in 14 regioni. Venne istituito il corpo dei vigiles, con compiti di vigili del fuoco e polizia urbana, e vennero delimitate le rive e l'alveo del Tevere, con la creazione di nuovi acquedotti.
Si completarono alcuni degli interventi di Cesare e si avviarono nuovi grandi progetti urbanistici, che sebbene non avessero la grandiosità e la radicalità di quelli cesariani, si raccordarono direttamente a essi, a partire dalla costruzione di un nuovo Foro di Augusto e dalla regolarizzazione della piazza del Foro Romano con la costruzione del tempio del Divo Giulio e della basilica Giulia e il rifacimento della basilica Emilia. L'antica sede della vita politica cittadina diventava così una piazza monumentale acquistando il suo aspetto definitivo.
Con l'aiuto di Agrippa, suo amico e consigliere, Augusto si occupò anche della sistemazione del Campo Marzio, che si andò arricchendo di edifici pubblici e monumenti. Nella zona più periferica venne costruito il suo mausoleo al quale erano inoltre simbolicamente collegati un grande orologio solare, che usava un obelisco come gnomone, e l'Ara Pacis. Le Terme di Agrippa furono le prime terme pubbliche della città.
Nell'area del Circo Flaminio venne costruito il teatro dedicato al nipote Marcello, in prossimità del ricostruito Portico di Ottavia, dedicato in nome della sorella Ottavia, madre di Marcello, e del tempio di Apollo Sosiano. A queste opere va aggiunto un teatro, le biblioteche aperte al pubblico e il restauro o la costruzione di ben 82 santuari: Augusto affermò di aver trovato una città di mattoni e di lasciarla di marmo.

#### I e II secolo d. C.

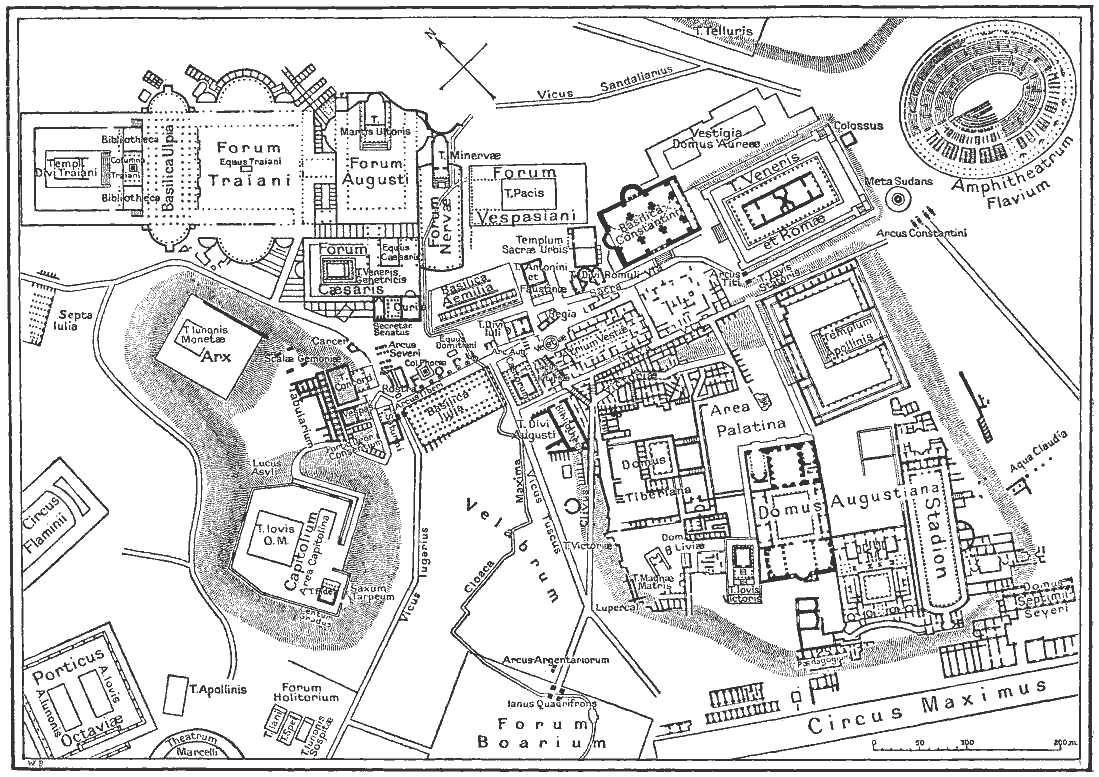
Pianta del centro monumentale di Roma antica in epoca imperiale

La monumentalizzazione della città proseguì sotto i successori di Augusto. Nel 64, sotto il regno di Nerone uno spaventoso incendio quasi rase al suolo l'intera città, distruggendo interamente tre delle zone augustee e danneggiandone gravemente sette, lasciandone integre solo quattro. Per favorire un'ordinata ricostruzione e impedire le condizioni che favorivano il diffondersi degli incendi, venne emanato un nuovo piano regolatore, attuato però solo in parte, come riporta Tacito, tramite la realizzazione di strade più larghe, affiancate da portici, senza pareti in comune tra gli edifici, di altezza limitata e con un uso quasi bandito di materiali infiammabili, sostituiti da pietra e mattoni. Approfittando della distruzione Nerone costruì la sua Domus Aurea, che occupò gli spazi compresi tra Celio, Esquilino (Oppio) e Palatino con un'enorme villa, segno tangibile delle mire autocratiche dell'imperatore. Altri edifici pubblici neroniani furono il mercato del Celio (Macellum Magnum) e le Terme di Nerone del Campo Marzio, la cui pianta regolare e simmetrica fece da modello per tutti gli edifici termali futuri, inaugurando la tipologia di terme "imperiali".
Dopo la morte di Nerone, gli imperatori Flavi, restituirono a uso pubblico parte degli spazi occupati dalla sua residenza, costruendo le terme di Tito sul colle Oppio (forse adattate dalle terme private di Nerone), restituendo il tempio del Divo Claudio, già trasformato in ninfeo, e innalzando il Colosseo, sul sito del lago artificiale dei giardini. Venne tenuto per uso privato solo il breve settore della Domus Titi. Sotto i Flavi ebbero luogo altri incendi, come l'incendio del Campidoglio del 69 e quello del Campo Marzio e Campidoglio dell'80. La città venne ricostruita erigendo, tra l'altro, il tempio della Pace (decorato dalle statue che Nerone aveva raccolto in Grecia e in Asia Minore) e i palazzi imperiali del Palatino ("Domus Flavia" e "Domus Augustana"). Nel 73 Vespasiano e Tito si presero una magistratura repubblicana ormai quasi dimenticata, quella di censore, con l'obiettivo di ampliare il pomerium (il confine sacro della città) e iniziare una generale ristrutturazione urbanistica.
Domiziano proseguì l'opera dei suoi predecessori, ricostruendo integralmente, dopo l'incendio dell'80 il Campidoglio e il Campo Marzio. Tra i nuovi edifici fece costruire il Foro Transitorio (poi inaugurato da Nerva, dal quale prese anche il nome), l'arco di Tito, il Tempio di Vespasiano e Tito, lo Stadio di Domiziano, oggi ricalcato da piazza Navona, l'Odeon e la Porticus Divorum. L'edificio più grandioso fu il nuovo palazzo sul Palatino, dimora ufficiale degli imperatori fino alla fine dell'Impero.
Sotto Traiano si registrò la massima espansione dell'Impero romano ed entro il II secolo Roma raggiunse la massima espansione demografica. L'imperatore completò la serie dei Fori Imperiali con la grande piazza del Foro di Traiano (il foro imperiale più grande, che dovette richiedere la distruzione di numerosi edifici tra Quirinale e Campidoglio, come il venerando Atrium Libertatis), nel quale venne collocata la celebre Colonna coclide e il contiguo complesso dei Mercati di Traiano. Vennero inoltre costruite le terme sul colle Oppio, le prime nelle quali si riscontra definitivamente il tipo che venne poi ripreso dalle terme di Caracalla e di Diocleziano.
Ad Adriano e Antonino Pio si deve il picco dell'attività edilizia. Dal 123 si registra l'uso di indicare sui mattoni la data consolare, segno di un'attività delle fornaci particolarmente intensa. Ad Adriano e ai suoi immediati successori si devono il Pantheon nel suo attuale aspetto e la costruzione di un Mausoleo, oggi trasformato in Castel Sant'Angelo, il tempio di Adriano, inserito più tardi nel palazzo della Borsa, il tempio di Antonino e Faustina nel Foro Romano, la Colonna Antonina, dedicata a Antonino Pio e Faustina. La Villa Adriana fu una vera e propria reggia suburbana. Ma ancora più importante fu la costruzione di interi quartieri con insulae a più piani, come nella VII regione a est della Via Lata: l'idea dell'aspetto di queste zone si può avere dagli scavi di Ostia antica, presso l'antico porto di Roma.
Dopo l'incendio del 191, sotto Commodo, iniziò una nuova fase di lavori, curati dalla dinastia dei Severi: fu ricostruito il Tempio della Pace, gli Horrea piperiana, il Portico di Ottavia; si aggiunse un'ala al palazzo imperiale sul Palatino, con una nuova facciata monumentale verso la Via Appia, il Settizonio; furono innalzati l'arco di Settimio Severo e le terme di Caracalla, l'edificio più imponente e tra i meglio conservati della Roma imperiale. Sempre all'epoca di Caracalla venne costruito quello che forse era il tempio più grandioso della città, il Serapeo sul Quirinale. La pianta marmorea incisa sotto Settimio Severo su un muro del Tempio della Pace e in parte pervenutaci ci dà una rappresentazione planimetrica della Roma di quegli anni.

#### Crisi del III secolo d.C. e periodo tardo-imperiale
Nel corso del III secolo, quando per la grande crisi politica e militare gli imperatori non furono quasi mai presenti nella capitale dell'impero, l'attività edilizia rallentò fino ad arrestarsi quasi del tutto. Sintomo del declino fu la fine dell'uso di bollare i mattoni con la data consolare, dalla morte di Caracalla con una parentesi di breve ripresa durante il regno di Diocleziano. Tra gli edifici costruiti nel II secolo ci furono il Tempio di Eliogabalo, sul Palatino, e il Tempio del Sole nel Campo Marzio, voluto da Aureliano. L'opera più importante fu tuttavia la costruzione delle mura aureliane, chiara testimonianza dei tempi, volute dall'imperatore Aureliano a partire dal 272: dopo secoli infatti si temeva nuovamente per la sicurezza della città, segno di una consapevole debolezza militare. Le mura furono successivamente rialzate e rafforzate più volte fino a raggiungere l'attuale e monumentale aspetto.
Con la Tetrarchia si ebbe una ripresa dell'attività edilizia, con la costruzione delle terme di Diocleziano (le più grandi di sempre), della basilica e della grande villa di Massenzio sulla via Appia. L'incendio di Carino del 283, che aveva distrutto parte del centro cittadino, rese necessaria una ricostruzione, alacremente intrapresa, con i restauri al Foro di Cesare, alla Curia, al Tempio di Saturno, al teatro e ai portici della villa di Pompeo. Forse risalgono a quegli anni i cataloghi Regionari, che contengono liste di edifici divisi per regione, dalla funzione non chiara, ma utilissimi per conoscere lo stato della città verso la fine del periodo antico.
Massenzio fu l'ultimo imperatore a scegliere la città come sua residenza e capitale, e fu lui a iniziare una delle ultime stagioni edilizie imperiali: oltre alla già citata basilica, ricostruì il Tempio di Venere e Roma, innalzò una nuova villa imperiale, un circo e un sepolcro per la sua dinastia sulla Via Appia. Costantino I sconfisse Massenzio, impresa celebrata con la costruzione dell'arco di Costantino (315 o 325), completò la costruzione della basilica nei Fori e iniziò altri lavori come le Terme di Costantino, sul Quirinale. Alla sua epoca Roma, che continuava ad avere circa un milione di abitanti racchiusi in un perimetro di circa 20 chilometri, poteva contare su: 11 terme e 856 bagni privati, 37 porte, 29 grandi strade, centinaia di strade secondarie, 190 granai, 2 grandi mercati (macella), 254 mulini, 11 grandi piazze o fori, 1 152 fontane, 28 biblioteche, 2 circhi, 2 anfiteatri, 3 teatri, 2 naumachie, 10 basiliche e 36 archi di marmo. Presto però l'attenzione di Costantino si rivolse alla creazione di edifici cristiani e, soprattutto, decise di dedicarsi alla creazione di una nuova capitale monumentale, Costantinopoli.
A Roma si continuarono a innalzare monumenti e archi onorari per tutto il V secolo, come l'arco di Graziano e Valente, quello di Teodosio, Arcadio e di Onorio e di Teodorico (405), dei quali oggi non resta però traccia. Tra il 402 e il 405 vennero rifatte le porte nelle mura aureliane con l'aggiunta di torri rotonde ancora oggi esistenti.
Da questo momento in poi le autorità urbane si limitarono a una semplice conservazione e restauro degli edifici della Roma antica, i quali, svuotati ormai di gran parte delle loro funzioni, andarono incontro a un inesorabile declino, con molti di essi distrutti volontariamente per usarne i materiali per nuovi edifici.

### Da Roma imperiale a Roma cristiana
I primi edifici di culto cristiani della città furono soprattutto luoghi di riunione e centri comunitari organizzati in case private (domus ecclesiae e tituli), che prendevano il nome dal primitivo proprietario, in seguito spesso identificato con il santo titolare. Altri luoghi di culto e centri di sepoltura si trovavano fuori dalle mura, ugualmente presso terreni privati, senza che si distinguessero esteriormente da quelli pagani.
A partire da Costantino si cominciarono a erigere le prime grandi chiese cristiane: le basiliche di San Giovanni in Laterano, Santa Croce in Gerusalemme e le basiliche cimiteriali sorte presso le tombe dei martiri, spesso collegate ai mausolei della famiglia imperiale e con prevalente funzione cimiteriale (San Sebastiano sulla via Appia, San Lorenzo sulla via Tiburtina, Chiesa dei Santi Marcellino e Pietro ad Duas Lauros sulla via Labicana, Sant'Agnese sulla via Nomentana e la stessa basilica di San Pietro in Vaticano). Le chiese sorsero tuttavia in aree periferiche, in terreni di proprietà imperiale, pur riprendendo la forma dei grandi complessi pubblici (principalmente basiliche e sale termali).
Papa Damaso (366-384) intuì perfettamente quale doveva essere il ruolo della Chiesa nel collegamento e nell’inserimento tra il potere papale e quello imperiale: per poter attuare questo progetto, egli doveva prendere possesso del luogo più importante che deteneva il potere politico a Roma, il Palatino. Per questo motivo tra il 375 e il 379 le spoglie mortali di san Cesario di Terracina, con l'assistenza di papa Damaso, furono traslate da Terracina a Roma, intro Romanum Palatium, in optimo loco, imperiali cubicolo, ossia nella Domus Augustana sul colle Palatino (nel sito della scomparsa Villa Mills), affinché l’imperatore avesse un santo tutelare di nome Caesarius. San Cesario, quindi, sostituì il culto imperiale dei Divi Cesari. All'interno dello stesso palazzo venne eretto un oratorio in onore del martire chiamato "San Cesareo in Palatio". Esso fu il primo luogo di culto cristiano regolarmente e ufficialmente costituito sul Palatino: fu il segno palese della consacrazione cristiana del palazzo imperiale, perché sostituì il larario domestico degli imperatori pagani ed ebbe vero e proprio carattere di cappella palatina.
Fino alla fine del V secolo si continuarono inoltre a restaurare nella città gli edifici pubblici e i templi pagani, per opera della potente aristocrazia senatoriale, rimasta in gran parte legata alle tradizioni pagane.
Negli anni successivi si ebbero la costruzione di San Paolo fuori le mura (iniziata nel 384 per intervento diretto degli imperatori cristiani Valentiniano II, Teodosio I e Arcadio) e di Santa Maria Maggiore (iniziata intorno al 420).
Le trasformazioni in chiese di alcuni degli antichi tituli e le nuove costruzioni venivano finanziate da papi e presbiteri o da ricchi privati cristiani, inglobando spesso le case più antiche, e con la scelta di luoghi più vicini al centro cittadino. Il papa esercitava forse sin dall'inizio una qualche forma di controllo e solo a partire dalla metà del V secolo l'erezione di nuove chiese divenne una sua prerogativa. Sorsero così le chiese dei Santi Giovanni e Paolo, di San Vitale, di San Marco, di San Lorenzo in Damaso, di Sant'Anastasia, di Santa Sabina, di San Pietro in Vincoli, di San Clemente, di Santo Stefano Rotondo.
La posizione decentrata della cattedrale di San Giovanni in Laterano, che si andava accentuando in seguito all'inizio dello spopolamento della città, fece sì che numerose altre chiese cittadine fossero dotate di battisteri, che si aggiungevano al costantiniano Battistero lateranense.
Alarico dei Visigoti marciò verso Roma e la saccheggiò clamorosamente nel 410. Il sacco di Alarico non fu il più drammatico della storia della città: vi furono episodi cruenti, ma il re visigoto era cristiano (a differenza della sua popolazione) e rese omaggio alle tombe degli Apostoli, rispettando la sacralità del caput mundi. Al sacco seguì una certa flessione demografica, ma ancora attorno alla metà del V secolo sembra che Roma continuasse a essere la città più popolosa delle due parti dell'Impero, con una popolazione non inferiore ai 650.000 abitanti. Nonostante ciò la violazione dell'Urbe sconvolse il mondo antico, ispirando il De civitate Dei di Sant'Agostino, che si chiedeva come Dio avesse potuto permettere una profanazione così inaudita.
Di nuovo Genserico dei Vandali guidò via mare il suo popolo dal Nord Africa verso Roma nel 455. Sebbene essi fossero cristiani (anche se convertiti all'arianesimo), saccheggiarono Roma in forma molto più spietata di quanto avesse fatto Alarico quarantacinque anni prima. Tale saccheggio fu formalmente giustificato da Genserico con il desiderio di riprendere la città dall'usurpatore Petronio Massimo, assassino di Valentiniano III.

## Storia medievale

### Eruli e Ostrogoti
La caduta dell'Impero romano d'Occidente nel 476 non cambiò molto le cose per Roma. Gli Eruli di Odoacre e quindi gli Ostrogoti di Teodorico continuarono, come gli imperatori che li avevano preceduti, a governare l'Italia da Ravenna. L'amministrazione della città era affidata al Senato, da lungo tempo privato dei suoi originari poteri, e sempre maggiore importanza acquistava il Papa, che in genere veniva da una famiglia senatoria. Durante il regno di Teodorico venivano ancora restaurati gli edifici pubblici cittadini a cura dello Stato.

### Roma nell'impero romano d'oriente

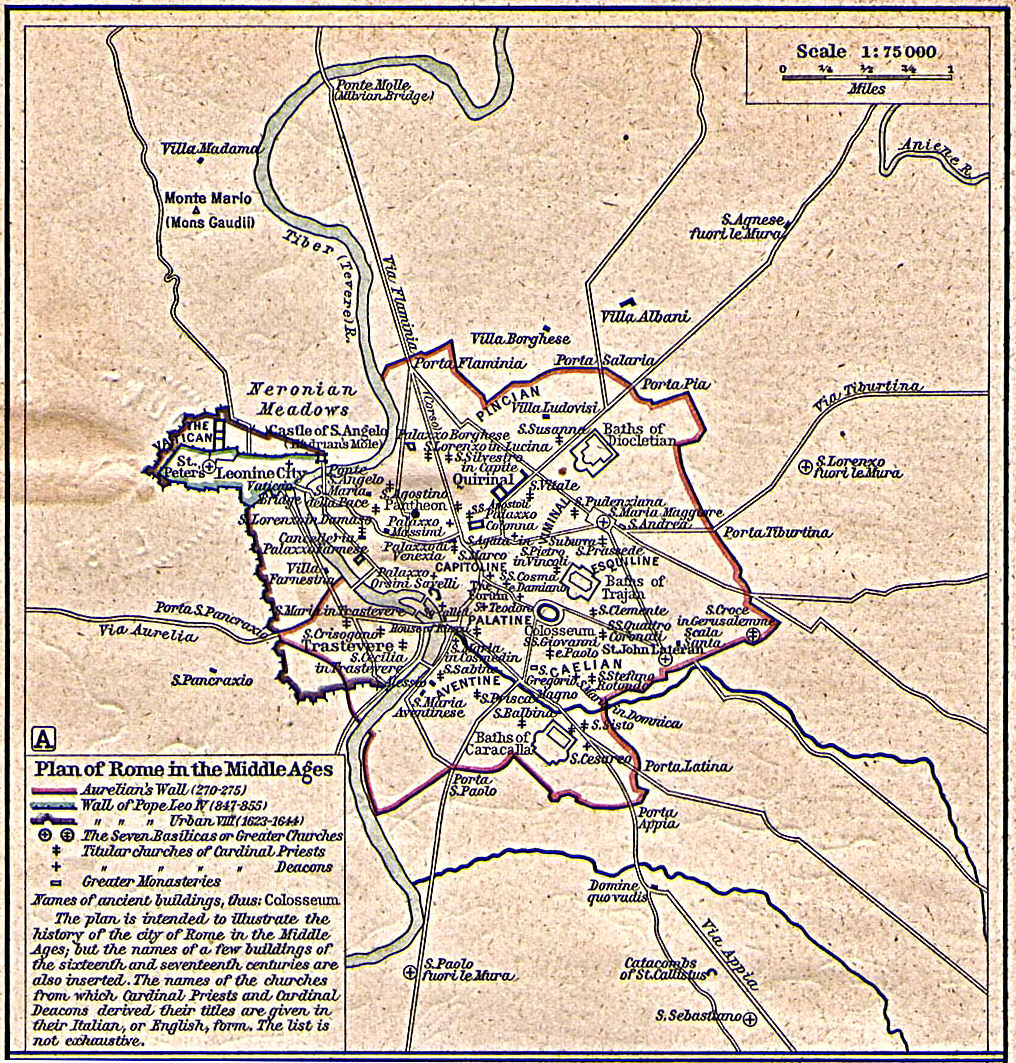
Roma nel Medioevo

Tra la guerra greco-gotica, iniziata a Roma con la presa del generale Belisario nel 536, e l'alleanza di papa Stefano II con il re dei Franchi Pipino il Breve stipulata alla metà dell'VIII secolo, la città fu sotto il dominio dell'Impero bizantino, mentre l'amministrazione e il mantenimento della città furono assunti dal papa, che progressivamente si conquistò una sempre maggiore autonomia. Grande figura di questo periodo fu papa Gregorio Magno, che tra la fine del VI secolo e gli inizi del VII riorganizzò l'amministrazione pontificia, le attività ecclesiastiche nella città e i possedimenti terrieri che consentivano alla Chiesa di farsi carico dell'assistenza ai cittadini.

#### Il dominio di Costantinopoli capitale dell'impero romano d'oriente
Nel 536 la città fu ripresa da Belisario generale dell'impero romano d'Oriente, che nell'ambito del tentativo di riconquista della maggior parte dei territori dell'antico Impero romano d'Occidente da parte dell'imperatore d'Oriente Giustiniano I aveva sconfitto il re ostrogoto Vitige. Nel 546 gli Ostrogoti di Totila ricatturarono e saccheggiarono la città. Durante l'assedio gli Ostrogoti tagliarono gli acquedotti ancora funzionanti, che non furono più ripristinati. Roma venne nuovamente ripresa da Belisario, per essere di nuovo assediata e conquistata da Totila nel 549. Narsete, che aveva nel frattempo sostituito Belisario, strappò definitivamente Roma dalle mani degli Ostrogoti nel 552.
I ripetuti assedi avevano devastato la città e grandemente ridotto la popolazione che agli inizi del secolo contava ancora circa 100.000 abitanti e che adesso si era ridotta a non più di 30.000 persone. Gran parte degli antichi edifici pubblici era in rovina, mentre l'abitato si era spostato principalmente nella zona del Campo Marzio e di Trastevere, presso il fiume.
Giustiniano I (527-565) garantì sussidi a Roma per mantenere le costruzioni pubbliche, gli acquedotti e i ponti, ma questi, nello scenario di un'Italia impoverita dalle recenti guerre, non erano sempre sufficienti. Giustiniano I protesse inoltre gli studiosi di varie discipline e ripristinò teoricamente il Senato, che rimase tuttavia sotto la supervisione di un prefetto e altri ufficiali, dipendenti dalle autorità bizantine a Ravenna e venne più tardi sostituito da un consiglio consultivo costituito dalle famiglie più importanti. L'antica aristocrazia romana aveva in gran parte spostato le sue residenze presso le corti di Costantinopoli o di Ravenna ed era subentrata una nuova aristocrazia formata da funzionari bizantini e della corte papale. Vennero anche costruite nuove chiese, in genere caratterizzate da elementi orientali (Santi Quirico e Giulitta, Santi Apostoli, San Giovanni a Porta Latina).
Sotto il regno del successore di Giustiniano I, l'imperatore Giustino II (565-578), il dominio bizantino in Italia si ridusse progressivamente in seguito alle conquiste dei Longobardi, rimanendo infine confinato alle città di Ravenna e di Roma, collegate da uno stretto corridoio che permetteva le comunicazioni tra le due città attraverso Perugia. Nel 578 e nel 580 il Senato romano, nei suoi ultimi atti registrati, dovette chiedere il supporto dell'imperatore Tiberio II Costantino (578-582), contro i minacciosi vicini, i duchi Faroaldo di Spoleto e Zottone di Benevento.
Maurizio (582 - 602) diede un nuovo corso al conflitto alleandosi con il re dei Franchi Childeberto II (579-595). Le armate franche invasero i territori dei Longobardi nel 584, 585, 588 e 590.

#### Le riforme di papa Gregorio I
Per circa due secoli Roma rimase tuttavia sotto il formale dominio bizantino, esercitato da carthularii o duces che risiedevano negli antichi palazzi imperiali del Palatino, mentre il comandante militare dovette avere la propria sede nella parte alta dei Mercati di Traiano, che conservò anche in seguito il carattere di fortificazione. Il papa si assumeva in misura sempre maggiore il compito di provvedere all'amministrazione della città.
La Chiesa andava inoltre man mano assorbendo i maggiori possedimenti che erano stati dell'aristocrazia senatoria e in parte erano passati all'amministrazione bizantina. La creazione di una rete organizzativa cittadina e di nuove istituzioni religiose destinate alla cura ed alla difesa degli abitanti, fu in particolare opera di papa Gregorio I (590 - 604).
Il papa Gregorio I istituì un dicastero legale, costituito da laici (defensores sotto la guida di un primicerius), affiancato ai sette dicasteri costituiti da funzionari ecclesiastici e retti da diaconi. Un nunzio rappresentava permanentemente la Chiesa romana presso la corte dell'imperatore bizantino. La Chiesa si era assunta i compiti civili dell'approvvigionamento della città, attraverso i prodotti delle vaste tenute in suo possesso, amministrati centralmente, e la manutenzione degli edifici pubblici. L'assistenza ai cittadini era assicurata da una rete di diaconie, centri che si occupavano della distribuzione dei viveri e del ricovero di pellegrini, poveri e ammalati: pur gestite dalla Chiesa, servite da comunità monastiche e dotate di oratori, erano rette da funzionari laici (pater diaconiae) e svolgevano compiti civili (Santa Maria in Cosmedin, San Giorgio al Velabro, San Teodoro, Basilica di Santa Maria in Via Lata).
Si moltiplicarono i monasteri, che si installavano in antiche domus donate dai proprietari, e lo stesso papa Gregorio I ne fondò uno sulle proprietà della sua famiglia al Celio. Anche sul colle Capitolino, luogo emblematico del città, ne sorse uno: il Convento di Aracoeli. Le comunità monastiche furono di grande importanza nella Chiesa, come consiglieri diplomatici, teologi e missionari, ma anche per il funzionamento dei centri assistenziali e la custodia dei sepolcri dei martiri.
Roma aveva sofferto di una disastrosa inondazione del Tevere nel 589, seguita da una pestilenza nel 590.
A quest'ultima si riferisce la leggenda dell'avvistamento dell'angelo che rinfoderava la spada fiammeggiante, all'origine dell'attuale nome di Castel Sant'Angelo, mentre l'appena eletto papa Gregorio I passava in processione per implorare la fine dell'epidemia.
Dopo la pace stipulata con i Franchi nel 592, il re longobardo Agilulfo (591 - 616) riprese le ostilità contro le città ancora bizantine di Napoli e Roma. Con l'imperatore preoccupato da guerre sul confine orientale e i vari e successivi esarchi incapaci di proteggere Roma dalle invasioni, papa Gregorio I prese un'iniziativa personale e negoziò un trattato di pace con i Longobardi, firmato nell'autunno del 598 e soltanto in seguito riconosciuto dall'imperatore bizantino Maurizio.

#### Lo sviluppo del papato e la formazione dello Stato pontificio
La posizione del papato si rafforzò ancora sotto il regno dell'usurpatore Foca (602 - 610), che ne riconobbe il primato sopra il patriarca di Costantinopoli e decretò papa Bonifacio III (607) "capo di tutte le Chiese". Il Pantheon nel 609 fu donato al papa Bonifacio IV e trasformato in una chiesa (Santa Maria Rotonda), primo tempio pagano trasformato in chiesa nella città, ed unico ancora per altri due secoli.
Durante il VII secolo, Roma subì fortemente l'influenza bizantina e vide un massiccio afflusso di ufficiali e religiosi bizantini da altre parti dell'Impero (anche in seguito all'ondata di profughi che si erano rifugiati a Roma in seguito all'espansione araba): all'interno della stessa Chiesa romana le più alte cariche erano rivestite da personaggi di origine orientale, in gran parte di lingua greca, e la stessa elezione del papa era sottoposta all'approvazione imperiale. Vennero dedicate numerose chiese a santi orientali e i mosaici, i dipinti e gli elementi architettonici dell'arredo delle chiese seguivano i modelli artistici di Costantinopoli; si diffuse il culto delle reliquie dei corpi dei martiri, precedentemente diffuso in Oriente, ma disapprovato a Roma. Il papato venne inoltre coinvolto nelle numerose dispute teologiche che agitavano l'impero e nel 653 papa Martino I venne deportato a Costantinopoli e, dopo un processo, esiliato in Crimea, dove morì.
Tra il VI e il VII secolo l'espansione del Cristianesimo in occidente aveva portato a un costante flusso di pellegrini nella capitale e si moltiplicarono gli ospizi e le diaconie dedicati alla loro accoglienza, spesso costruiti lungo le strade di accesso ai santuari. Le donazioni e il soggiorno costituirono un'importante fonte di entrate per l'economia cittadina. Nuovi santuari in parte interrati furono costruiti intorno alle tombe più venerate (San Lorenzo e Sant'Agnese, Chiesa dei Santi Nereo e Achilleo presso le catacombe di Domitilla). Nella Basilica di San Pietro venne costruita intorno alla tomba una cripta semi-anulare che assicurava l'ordinato scorrere dei pellegrini.
Nel 663, Roma vide nuovamente sul proprio suolo un imperatore dopo due secoli, con la visita di Costante II. In tale occasione l'imperatore si occupò di spogliare gli antichi edifici da tutto il metallo facilmente asportabile, per gli armamenti da usare contro i musulmani: ne fecero ad esempio le spese le tegole di bronzo dorato della copertura del Pantheon.
Nel 727, papa Gregorio II si rifiutò di accettare il decreto dell'imperatore Leone III che stabiliva l'iconoclastia. Leone cercò, senza successo, di imporre l'iconoclastia a Roma con la forza militare, confiscò le tenute papali in Sicilia e trasferì le aree precedentemente ecclesiastiche all'interno dell'impero al patriarca di Costantinopoli: Roma era quindi completamente abbandonata a se stessa. La conseguenza del contrasto teologico fu l'arrivo di altre ondate di profughi dall'Impero bizantino.
Il re longobardo Liutprando tentò di approfittare del contrasto teologico e propose alla Chiesa un'alleanza, che non venne tuttavia accettata. Fu tuttavia donato al papa Gregorio II il territorio di Sutri nel 728, che costituì il primo nucleo dello Stato pontificio.
Il papato era appoggiato da un nuovo ceto di proprietari terrieri, legati alle istituzioni ecclesiastiche e di varia origine (antiche famiglie romane, Longobardi e Bizantini), ormai romanizzati, che permisero la creazione di una milizia locale (exercitus), costituita inizialmente dalle scholae nazionali, che radunavano i residenti di varie nazionalità, le corporazioni di mestiere e le associazioni rionali. La milizia insieme al clero e al populus (i capi delle grandi famiglie) contribuiva alle elezioni papali.
Papa Zaccaria (741-752) organizzò il territorio intorno alla città, fondando le prime domuscultae, vere e proprie aziende agricole facenti capo alla Chiesa, che assicuravano l'approvvigionamento della città.

### Il papato e il Sacro Romano Impero
L'indebolimento dell'Impero bizantino e la minaccia dei Longobardi spinsero il papa all'alleanza con i Franchi: il tentativo di renovatio imperii ("rinnovamento dell'impero") produsse una rinascita cittadina e successivamente un lungo periodo di contrasti tra Papato e impero, che attraversò diverse fasi. Papa Adriano I si impegnò in un'intensa opera di consolidamento e rinnovamento cittadino, e, dopo un periodo di decadenza e lotte, che vide la prevalenza delle famiglie dei duchi di Spoleto e dei Crescenzi, si ebbero le riforme di papa Gregorio VII e la nascita di un nuovo ceto cittadino, fortemente legato alle istituzioni ecclesiastiche, spesso orgogliosamente consapevole del grande passato e del ruolo storico della città.

#### L'età carolingia
Nel 753, in seguito alle guerre tra i Longobardi e l'impero romano d'Oriente di cui Roma faceva parte, Papa Stefano II decise di chimare Pipino il Breve re dei Franchi, proclamato "patrizio dei Romani" ("patricius Romanorum") e difensore dei diritti di san Pietro. Carlo Magno, sceso in Italia nel 774, sconfisse definitivamente l'ultimo re longobardo Desiderio e nel Natale dell'anno 800 venne incoronato a Roma per la prima volta imperatore del Sacro Romano Impero da papa Leone III. Le donazioni fatte dall'imperatore al papa si estesero ai territori dell'antico esarcato di Ravenna parte dell'impero romano d'Oriente.
Lo Stato pontificio nacque sulla base dei possedimenti terrieri della Chiesa romana, considerati patrimonio di san Pietro. Furono istituite amministrazioni e milizie locali che, come l'amministrazione centrale, erano costituite da funzionari ecclesiastici e laici appartenenti alle medesime famiglie. L'elezione del papa era prerogativa dell'alto clero e degli ufficiali della milizia, mentre il "popolo" sosteneva i diversi candidati, legati alle grandi famiglie e alle fazioni che supportavano diverse posizioni. L'inequivocabile potenza che il papato e Roma avevano assunto portò a una riappropriazione di alcune tradizioni dell'antica Roma (per esempio il termine consul-"console" venne utilizzato accanto ai titoli bizantini di dux-duca e di comes-conte, mentre senatus-senato indicava talvolta l'insieme delle grandi famiglie).
La città visse un periodo di rinascita: sotto papa Adriano I, le domus cultae e le diaconie si moltiplicarono, si restaurarono alcuni degli antichi acquedotti di Roma e le mura, venne costruito un argine sul Tevere per proteggere dalle inondazioni il portico che conduceva alla Basilica di San Pietro da ponte Sant'Angelo. Le chiese, in particolare i grandi santuari (i cui tetti furono risistemati con grandi travi di legno offerte dallo stesso Carlo Magno), furono sistematicamente restaurati. Si iniziò a trasferire le reliquie dei martiri dalle catacombe ormai in rovina alle chiese cittadine.
Sotto papa Leone III venne restaurato e ingrandito il palazzo del Laterano, che rivaleggiava per splendore con i palazzi imperiali di Costantinopoli.
Il rinnovamento voluto da papi provenienti dalle grandi famiglie romane mirava a far rivivere le grandi tradizioni del passato romano e cristiano: se le prime chiese costruite conservavano ancora elementi di origine orientale (Santa Maria in Dominica), successivamente si affermò un modello che si rifaceva alle grandi costruzioni costantiniane e comprendeva l'utilizzo di grandi decorazioni a mosaico (Santa Prassede, Santa Cecilia in Trastevere, Santi Quattro Coronati).

#### Le scorrerie saracene
La rapida disgregazione dell'impero carolingio lasciò nuovamente Roma senza difesa. Nella città si confrontavano le aspirazioni universali della Chiesa e il potere laico locale delle grandi famiglie, che si intrecciava con il preteso potere di conferire la dignità imperiale, considerato di diritto appartenente alla città per il suo glorioso passato. La debolezza della suprema carica della Chiesa, continuamente messa in gioco con combattute elezioni, dava modo alle diverse fazioni locali di combattersi fra loro e all'imperatore del Sacro Romano Impero o ai potentati che si andavano formando in Italia centrale (Spoleto, Toscana), di intervenire esercitando la loro influenza.
A queste condizioni si aggiunse nel IX secolo la minaccia dei Saraceni: le scorrerie musulmane resero insicuri i territori fuori dalla cerchia delle mura e spinsero alla traslazione dei corpi dei santi martiri (fino ad allora conservati nei cimiteri extraurbani dove erano stati sepolti e dove erano sorti dei santuari) nelle chiese entro le mura. L'operazione si svolse soprattutto durante il pontificato di Pasquale I (817-824).
Nell'846 i Saraceni, oramai stanziatisi nella cittadina di Castelvolturno, a nord di Napoli, da dove facevano regolari scorrerie nell'entroterra e sulle coste laziali, risalirono con una flottiglia armata le foci del Tevere per raggiungere il cuore di Roma. In tale data arrivarono al porto di Porta Portese nottetempo e si accinsero ad attaccare e saccheggiare la ricca abbazia benedettina di San Paolo fuori le mura, adiacente all'ansa del Tevere e la più vicina alle loro navi. Il Comandante della guarnigione riuscì a sollevare una forte resistenza armata. In primis impedì con l'innalzamento delle catene attraverso il Tevere che i Saraceni sbarcati per il saccheggio tornassero alle loro navi impedendo loro ogni via di fuga dal fiume. Poi organizzò la popolazione e gli uomini di guardia alla Basilica attaccando i Saraceni che non riuscirono nel loro intento di saccheggiarla. La storia racconta (vedi Araldica-Bologna) che detto Comandante (cui Papa Giovanni VIII consegnò il nome ed il titolo di "Salvatore di Roma"; in seguito meritò il grande onore di chiamare sé e tutta la progenie "Roma", come la città salvata) inseguì i superstiti saraceni in fuga lungo la via Appia, che cercavano di raggiungere Castelvolturno. Ma sulla strada per Formia furono raggiunti e sterminati tutti. Da allora i "Roma" ebbero il compito di organizzare in tutte le abbazie Benedettine le guarnigioni di difesa (vedi discendenti dei "Roma" a Montecassino, Abbazia della Santissima Trinità di Cava dei Tirreni, Amalfi etc.).
Nell'852 papa Leone IV fortificò allora l'Urbe con la costruzione delle cosiddette mura leonine (civitas leonina). Tuttavia, i Saraceni tentavano di aggredire ogni anno i luoghi religiosi e più ricchi del Centro e Nord Italia: in particolare l'Abbazia di San Paolo fuori le Mura fu circondata da mura e da un castello (tuttora esistente). Il feudo fino al mare fu affidato in cura e tutela al "Salvatore di Roma" ed ai suoi discendenti.

#### L'ascesa dei duchi di Spoleto, dei Crescenzi e dei Conti di Tuscolo
Nel X secolo il possesso della città era considerato la base del potere universale, rivendicato sia dagli imperatori del Sacro Romano Impero, sia dal Papa, sia dalle grandi famiglie o dal popolo romano nel suo complesso, che tendevano a rivendicare il diritto tradizionale dell'elezione imperiale.
Una grande famiglia romana conquistò progressivamente l'effettivo potere sulla città, controllando sia le cariche laiche e amministrative cittadine, sia l'elezione dei papi. Il fondatore della dinastia fu Teofilatto, appoggiato dal duca di Spoleto Alberico, che ne aveva sposato la figlia, Marozia. Quest'ultima successe al padre e al marito, ma venne a sua volta spodestata dal figlio, Alberico, sotto il cui governo (932-954) la città poté godere di una relativa tranquillità.
Il figlio di Alberico II, che portava significativamente il nome Ottaviano, divenne papa con il nome di Giovanni XII, ma dovette chiamare in aiuto gli imperatori della dinastia Ottoniana: Ottone I venne incoronato imperatore a Roma nel 962. Il figlio e successore Ottone II fu l'unico imperatore ad essere seppellito a Roma nel 983. Il figlio Ottone III venne anch'egli incoronato a Roma nel 996 da papa Gregorio V, suo cugino.
La famiglia dei Crescenzi aveva ottenuto il titolo di "patrizio dei Romani" nel 965 e governò la città controllando le cariche sia laiche che ecclesiastiche e occupando la fortezza di Castel Sant'Angelo, allora nota come Castellum Crescentii. Furono spesso in contrasto con gli Ottoni: Ottone III nel 998 espugnò Castel Sant'Angelo e fece decapitare Giovanni Crescenzio, che gli si opponeva. Una ribellione popolare nel 1001 costrinse quindi alla fuga dalla città il giovane imperatore, insieme al papa Silvestro II da lui stesso fatto eleggere, e pose fine al suo tentativo di ripristinare l'antico Impero romano e un governo universale da parte del papa e dell'imperatore dalla città di Roma. Dall'anno successivo il figlio omonimo di Giovanni Crescenzio fu nominato "patrizio dei Romani" e governò la città fino alla sua morte nel 1012.
In seguito il potere passò ai conti di Tuscolo, la cui famiglia aveva già rivestito il papato nel secolo precedente, i quali elessero una serie di altri papi appartenenti alla famiglia. L'ultimo di essi, papa Benedetto IX, per due volte venne scacciato e ritornò nuovamente al potere, finché il concilio di Sutri del 1046, voluto dall'imperatore Enrico III, non destituì tutti i contendenti.

#### La riforma di Gregorio VII e la lotta per le investiture
I papi seguenti furono in seguito scelti in accordo con l'imperatore e con la determinante influenza di Ildebrando da Soana, in seguito papa con il nome di Gregorio VII (1073-1085), che intraprese un'opera di moralizzazione interna della Chiesa e ne ribadì il ruolo nella lotta per le investiture contro i Sacri Romani Imperatori (che portarono alle scomuniche di Enrico IV e all'episodio di Canossa). Questi contrasti determinarono nel 1084 il sacco della città da parte delle truppe normanne di Roberto il Guiscardo, giunte a Roma per liberare il papa, assediato in Castel Sant'Angelo dall'imperatore.
Dopo la morte di Gregorio VII, ripresero le lotte e i contrasti tra la fazione papale (in particolare la famiglia Pierleoni) e quella imperiale (i Frangipane), con ripetuti e non risolutivi interventi imperiali (Enrico V fu a Roma nel 1111 e nel 1117). Dopo una breve tregua in seguito al concordato di Worms nel 1122, le lotte ripresero, portando alle contemporanee elezioni di papi e antipapi delle diverse fazioni.
I domini delle grandi famiglie occupavano zone diverse della città, dove risiedevano in dimore fortificate e dominate da torri, che costituivano con la loro altezza un segno di ricchezza e potenza. Tra queste i Conti di Tuscolo (Quirinale, dove furono quindi rimpiazzati dai Colonna) e i Crescenzi (rioni Ponte e Parione, dove in seguito ebbero sede gli Orsini), i Frangipane (Palatino e Colosseo) e i Pierleoni (rione Ripa, isola Tiberina e Trastevere), e in seguito i Conti di Segni (Viminale), i Savelli (Aventino e rione Ripa), i Caetani (Quirinale e isola Tiberina), gli Annibaldi (Colosseo ed Esquilino) e i Capocci (Viminale).

#### La rinascita del Senato
A Roma, come in altre città della penisola, si avvertiva il desiderio di una maggiore autonomia e le grandi famiglie del passato erano progressivamente rimpiazzate da nuove, mentre acquisivano ricchezza e importanza i nuovi ceti che si occupavano di artigianato e commercio. La popolazione, sulla base probabilmente di una suddivisione cittadina risalente all'impero bizantino, doveva già essere organizzata in rioni, ciascuno con la propria milizia e rappresentati dai propri stendardi nelle cerimonie.
Le spinte autonomistiche cittadine portarono alla renovatio Senatus, ossia al rinnovamento dell'antica istituzione del Senato, ricreato dal popolo romano nel 1143, in opposizione al potere del papa, delle gerarchie ecclesiastiche e delle grandi famiglie. La nuova assemblea si componeva di 56 membri (forse 4 per ogni rione cittadino). Il nuovo organismo, cercò di ritagliarsi un ruolo nella contesa tra papato e impero, ma era privo di un effettivo potere. Arnaldo da Brescia venne a Roma nel 1145 per sostenere il libero comune.
La predicazione di Arnaldo per una comunità politicamente autonoma ed antipapale lo fece colpire dalla scomunica (1148), ma godendo del favore popolare, non fu mai perseguitato. Fallita l'esperienza del libero comune, Arnaldo e i suoi numerosi seguaci, detti arnaldisti, mirarono alla rinascita imperiale di Roma e si volsero a Federico Barbarossa per convincerlo a scendere su Roma ed instaurarvi un potere laico opposto a quello del papa. Nel 1152 il papa riconobbe il Comune, ma non poté godere a lungo della pace perché morì di lì a poco.

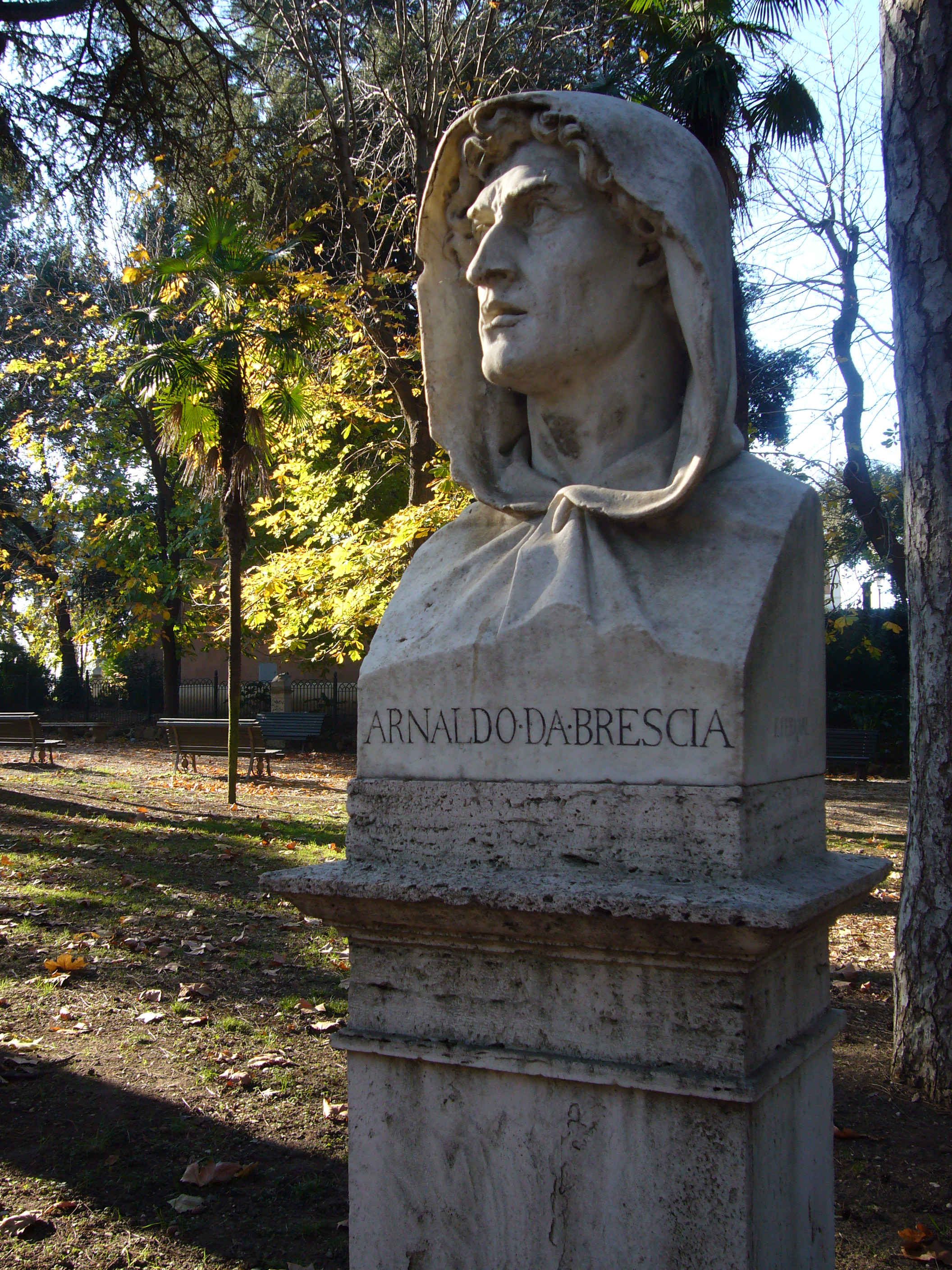
Busto di Arnaldo da Brescia al Pincio

Dopo la morte di papa Anastasio IV, divenne Papa Adriano IV, unico inglese che sia mai salito al soglio pontificio.
Nel 1155 Adriano IV colpì d'interdetto Roma, in seguito al mancato omaggio dei senatori ed al luttuoso evento di un cardinale assassinato, e promise di revocare la decisione solo se Arnaldo fosse stato espulso ed ucciso. Il fuggiasco venne catturato e consegnato a Federico Barbarossa, giunto a Roma per l'incoronazione. Arnaldo venne condannato dal tribunale ecclesiastico, il suo corpo arso sul rogo e le ceneri sparse nel Tevere, per impedire che i cittadini le recuperassero come reliquie. Il reale capo d'accusa non fu la predicazione contro l'abuso delle ricchezze da parte del clero, contro il quale aveva combattuto ferocemente anche il suo nemico Bernardo di Chiaravalle, bensì il rifiuto assoluto del potere temporale del Papa e della Chiesa; San Bernardo e gli altri avversari di Arnaldo consideravano tale rifiuto come «eresia». Nel 1167 i Romani furono sconfitti nella battaglia di Monteporzio da Federico Barbarossa e nel 1188 i Senatori si pacificarono con il papa Clemente III, che riconobbe una forma di autonomia comunale alla città. Nel frattempo la composizione sociale era mutata: alcune famiglie agiate erano entrate a far parte della nobiltà, mentre questa aveva progressivamente occupato parte dei seggi. Il difficile funzionamento dell'istituzione fece sì che da assemblea si trasformasse in carica singola, che fu rivestita per primo, tra il 1191 e il 1193, da Benedetto Carushomo, e progressivamente divenne di nomina papale.
I contrasti con la sede papale aumentarono a seguito della lotta tra il papa e Federico II, portando al saccheggio del palazzo del Laterano nel 1234. Nel 1252 fu chiamato a rivestire la carica di Senatore il forestiero Brancaleone degli Andalò. Questi attuò una politica favorevole ai ceti popolari ed ostile alla nobiltà (ad es. fece abbattere la sommità di ben 140 torri) e redasse statuti che fissavano i diritti cittadini. Brancaleone, cacciato nel 1255 e richiamato nel 1258, morì tuttavia poco dopo.
Nel 1263 per volontà di papa Urbano IV, di origine francese, divenne Senatore Carlo d'Angiò, fratello del re di Francia e pretendente al trono di Napoli. Impegnato nella lotta contro gli Svevi, non fu particolarmente gradito alla nobiltà romana.
Il XIII secolo vide inoltre la rivalità delle famiglie Orsini e Colonna, attraverso cui si riproponeva la rivalità tra papato (appoggiato dagli Orsini) e impero (appoggiato dai Colonna). Papa Niccolò III, eletto nel 1277 e appartenente agli Orsini, spostò la sede papale dal palazzo del Laterano al palazzo del Vaticano, più facilmente difendibile, e si fece nominare lui stesso Senatore della città. Dopo la sua morte tuttavia la carica fu ripresa da Carlo d'Angiò nel 1285, provocando una rivolta che si concluse con la nomina di papa Onorio IV, della famiglia dei Savelli.
L'ultimo difensore della centralità e universalità della Chiesa fu papa Bonifacio VIII, della famiglia dei Caetani, rivale dei Colonna, che subì l'umiliazione dello schiaffo di Anagni da Sciarra Colonna.

### Il papato in Avignone
Il successore di Bonifacio VIII, Papa Clemente V non mise mai piede a Roma, iniziando la serie di pontefici che ebbero la propria residenza presso la città francese di Avignone. Fu un periodo di forte decadenza per Roma, la cui economia si basava in larga parte sulla presenza della corte papale e sui pellegrinaggi.
La rivalità tra gli Orsini e i Colonna non smise di manifestarsi, in particolare in occasione dell'arrivo in città nel 1312 dell'imperatore Enrico VII di Lussemburgo, detto anche Arrigo, il quale dovette aprirsi con le armi la strada verso la Basilica di San Pietro. Papa Giovanni XXII nominò quindi Senatore della città e suo vicario, il re di Napoli Roberto d'Angiò, che governò la città per mezzo di funzionari. Nel 1328 giunse a Roma l'imperatore Ludovico il Bavaro, che venne incoronato da Sciarra Colonna nonostante l'opposizione del papa, causando l'interdetto papale contro la città. Nei successivi disordini l'imperatore fu costretto ad asserragliarsi entro le mura del Vaticano. Dopo la sua partenza Roberto d'Angiò riprese la carica di Senatore, che successivamente passò di nuovo allo stesso pontefice, Benedetto XIII.

#### Cola di Rienzo e il comune di popolo
Approfittando dell'assenza del papa, nel 1347 il Campidoglio, sede del Senato, venne occupato da Cola di Rienzo, un popolano che si proponeva di riportare Roma all'altezza del suo nome, ma il cui governo durò solo pochi mesi. Un suo secondo tentativo nel 1354 si concluse con la sua uccisione durante un tumulto. Il legato pontificio Bertrand de Deux provò allora a prendere possesso della città in nome della Chiesa e ad annullare i decreti del Tribuno, ma la restaurazione non andò in porto e nel 1358 la città si organizzò in un libero "comune di popolo", che escludeva i magnati dalla gestione del potere e limitava l'ingresso dei ceti medi mercantili alle cariche pubbliche in una proporzione di minoranza di un "cavallerotto" ogni due popolari.
Nel 1363 furono redatti i nuovi statuti, di carattere eminentemente popolare, la cui promulgazione venne fatta il 20 maggio, ovvero nella ricorrenza del discorso che Cola di Rienzo aveva tenuto ai romani sulla piazza del Campidoglio all'inizio del suo governo, giorno che veniva ricordato con festeggiamenti pubblici.

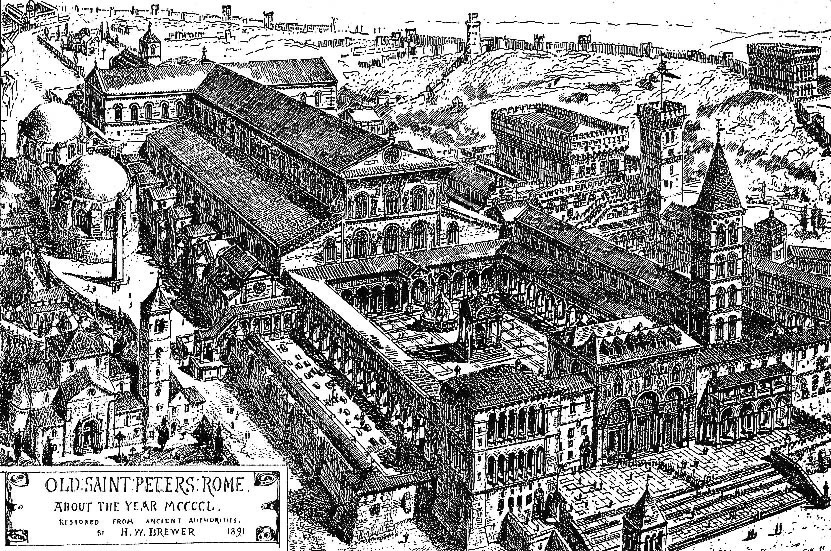
L'antica Basilica di San Pietro in una ricostruzione postuma

#### Il ritorno del Papa
Quando nel 1377 papa Gregorio XI tornò a Roma dopo la cattività francese, trovò una città in preda all'anarchia a causa delle lotte tra la fazione nobiliare e quella popolare, e nella quale ormai il suo potere era più formale che reale. Seguirono quarant'anni di instabilità, caratterizzati a livello locale dal conflitto di potere tra Comune e papato, e a livello internazionale dal grande scisma d'Occidente tra papi romani e antipapi avignonesi, alla fine del quale fu eletto papa, di comune accordo tra le parti, papa Martino V della famiglia Colonna, unico papa romano del Quattrocento. Il ritorno suo e dell'istituzione Papale a Roma fu fortemente voluto e ottenuto da Santa Caterina da Siena. Martino V riuscì a portare ordine in città, ricostituendone l'identità civica ormai perduta, e ponendo le basi della sua rinascita.

## Storia moderna

### La Roma papale, rinascimentale e barocca

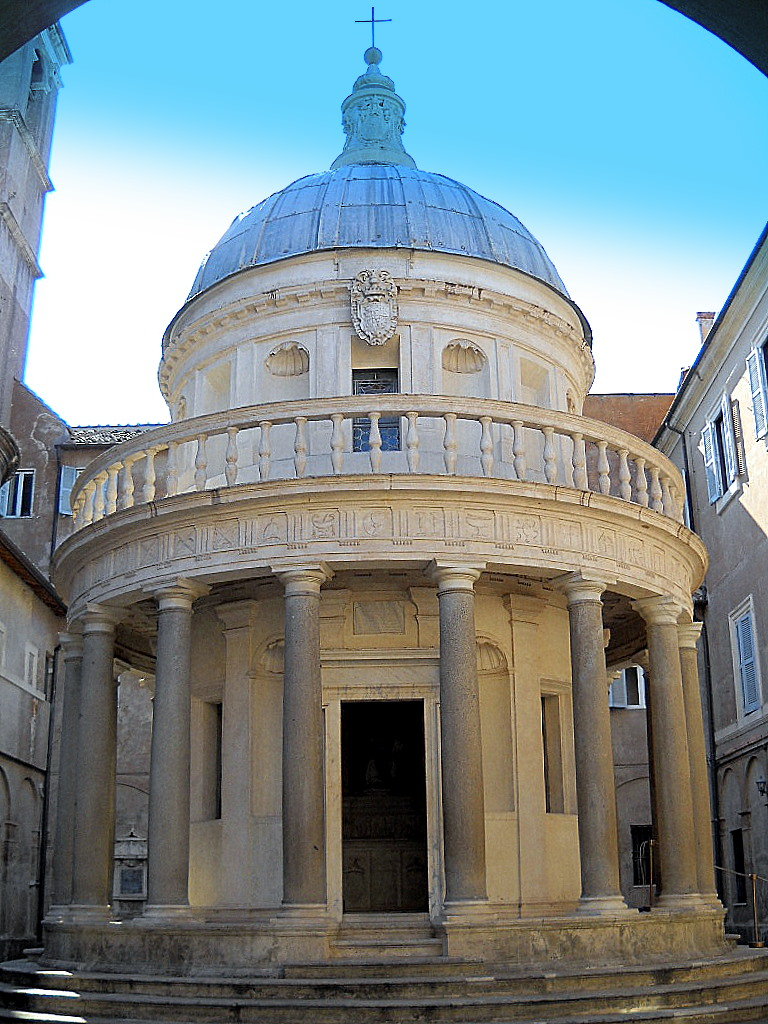
Il tempietto del Bramante a Roma, considerato uno degli esempi più significativi d'architettura rinascimentale

Nel 1402 si ha notizia del primo viaggio compiuto da artisti forestieri a Roma per cercare e studiare le forme e le tecniche dell'arte romana antica, a opera dei fiorentini Filippo Brunelleschi e Donatello, che tornarono più volte per trovare ispirazione per quello che fu il Rinascimento nell'arte.

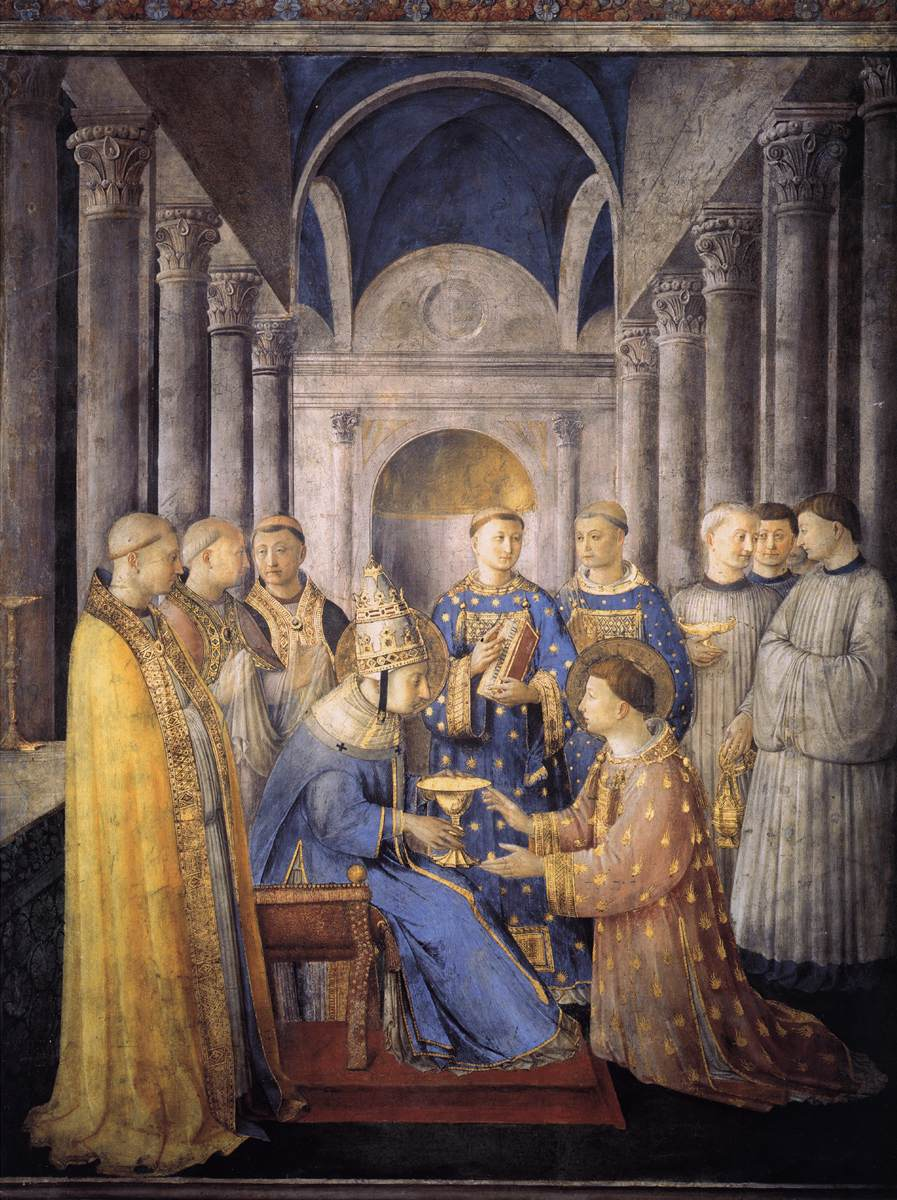
Beato Angelico, Consacrazione di san Lorenzo come diacono (1447-1448 circa), Cappella Niccolina

Con la fine dello scisma d'Occidente Roma si apprestava a tornare la capitale unica della cristianità. Papa Martino V, dopo aver ricevuto la certezza di una città sicura abbastanza da riceverlo, si reinsediò a Roma nel 1420 e subito indisse una serie di opere pubbliche (restauri di strade, chiese e palazzi) per riportare la città all'antico fasto dopo la grave incuria del secolo precedente. Nel 1423 venne indetto un giubileo per celebrare la rinascita cittadina.
Dopo la soppressione di una nuova repubblica sorta nel 1434, e di un'insurrezione capitanata da Stefano Porcari (1453), il papato riuscì infine a piegare a sé il governo di Roma. In questo periodo Roma divenne il centro mondiale del Cristianesimo e sviluppò un ruolo politico che la rese una delle città più importanti del vecchio continente. Nell'arte, sebbene Firenze e Napoli divenissero allora centro dell'umanesimo e del Rinascimento, i papi si impegnarono a restituire a Roma la sua grandezza e la sua bellezza di un tempo, invitando spesso i migliori artisti reperibili. Vennero costruiti nuovi palazzi e si spostò il baricentro della città dal Campidoglio al Vaticano. Il processo di rinascita culturale e artistica ebbe il proprio culmine coi papati di Giulio II, Leone X e Clemente VII: in quegli anni artisti come Michelangelo Buonarroti, Raffaello Sanzio, Bramante e Giuliano da Sangallo si dedicano a opere grandiose, quali la decorazione della Cappella Sistina e l'ambiziosa ricostruzione della basilica di San Pietro in Vaticano.
Il materiale per la costruzione dei nuovi monumenti venne attinto in gran parte, tuttavia, da quello degli antichi edifici romani, che conobbero quindi soprattutto in questo periodo, e non prima, la loro definitiva demolizione.
dell'Impero di Roma scomparvero sotto gli occhi di tutti.
Molti protestarono, compresi Michelangelo e Raffaello, ma fu inutile. Colonne, capitelli e marmi, simboli di secoli di cultura e storia, vennero avviati ai forni per essere trasformati in calce [...]»
(Alberto Angela, Una giornata nell'antica Roma, pag. 174, Mondadori, 2012)

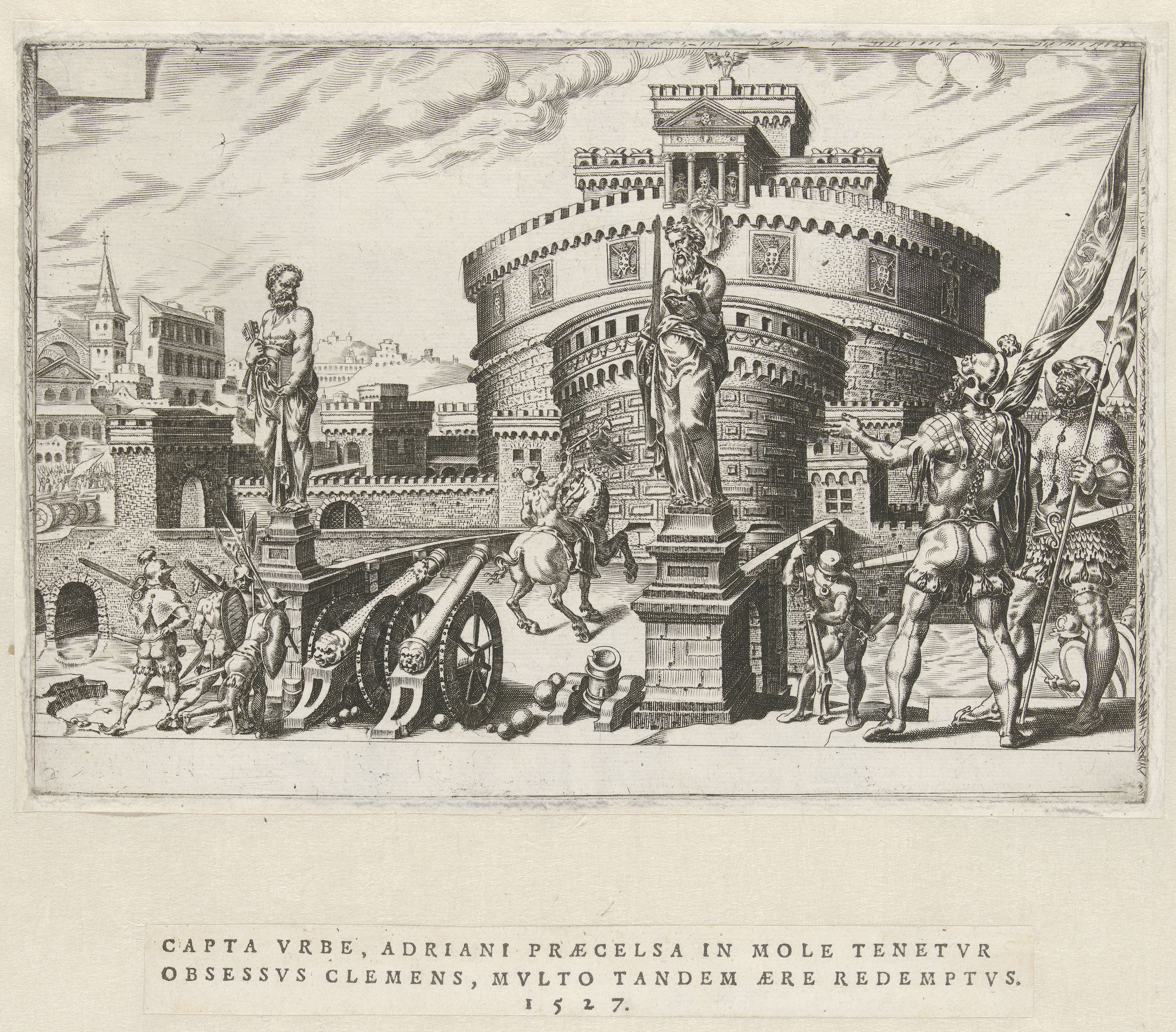
L'assedio dei Lanzichenecchi a Castel Sant'Angelo nel 1527, in un'incisione olandese di Dirck Volckertsz

Gli immensi denari che occorrevano per costruire la nuova basilica, inoltre, portarono a incentivare l'uso e la vendita delle indulgenze, cosa che scatenò malumori e dissensi in Germania, fino ad arrivare a una rottura aperta contro Roma e il papato. Martin Lutero fu la guida spirituale di questo movimento di ribellione che sfociò nella Riforma. L'imperatore Carlo V cercò di sedare la rivolta, ma accortosi che il papa, invece di appoggiarlo, tramava contro di lui, inviò a Roma i Lanzichenecchi, che deturparono gravemente l'Urbe, nel tristemente famoso sacco di Roma del 1527. Il papa Clemente VII riuscì a sfuggire alla mattanza rifugiandosi in Castel Sant'Angelo, che era l'antica tomba dell'imperatore Adriano utilizzata spesso dai papi come fortezza in cui cercare rifugio nei momenti di pericolo.
Dopo di allora Roma non fu più la stessa, e ricominciò a risorgere solo molto lentamente, con la progettazione di nuovi monumenti, a spese però degli edifici antichi: in particolare, l'antico Foro Romano, a partire dal regno di Giulio II, venne rapidamente smantellato in molti suoi monumenti ancora intatti e si ridusse ad un pascolo, indicato come Campo Vaccino. Nel XVI secolo intanto, papa Paolo IV destinò un'area nelle vicinanze del Portico di Ottavia a sede del famoso Ghetto. Gli Ebrei della città furono lì confinati per più di tre secoli.

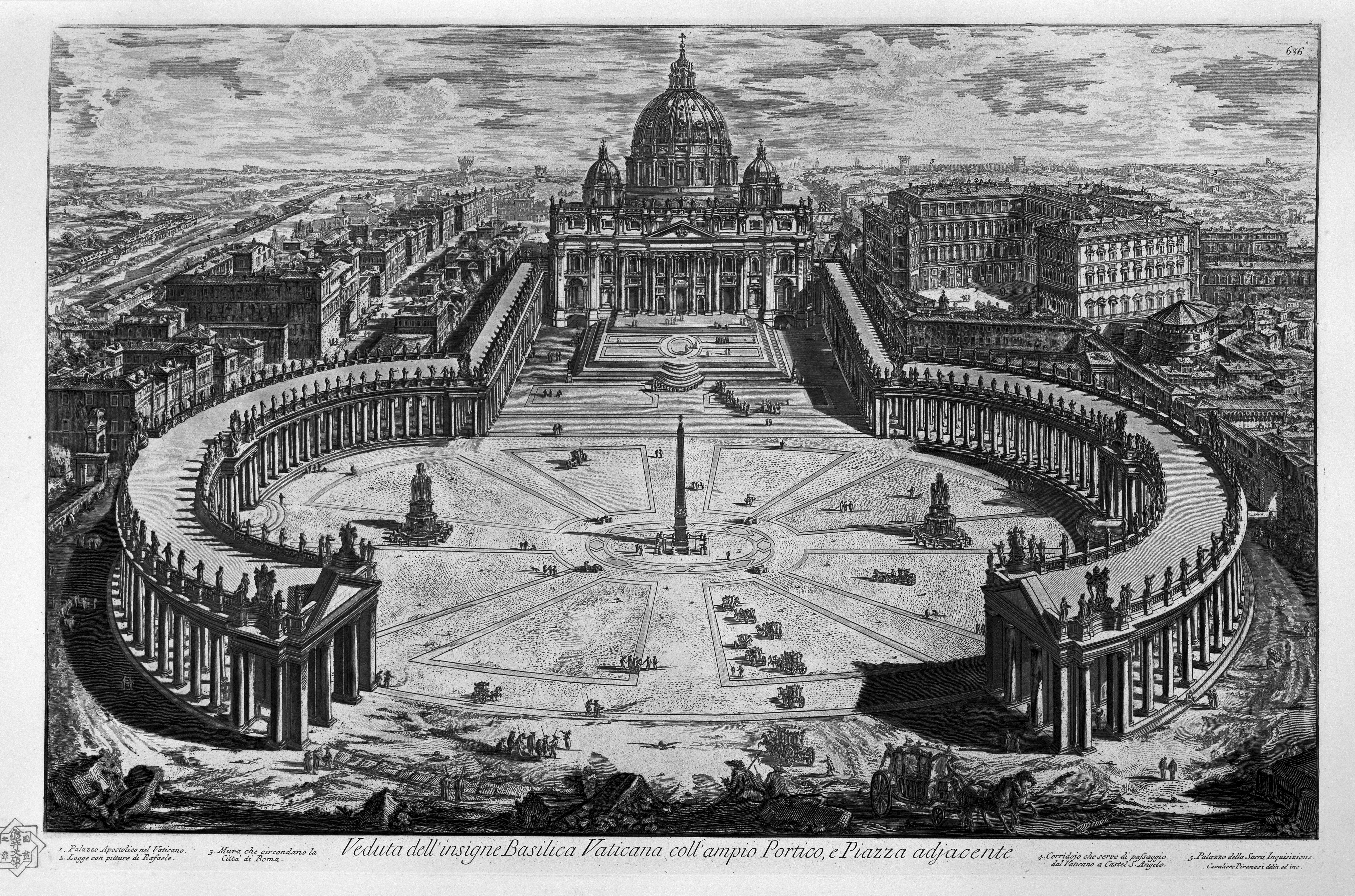
Il colonnato della Basilica di San Pietro, in un'illustrazione del 1748

Nel Seicento Roma divenne la capitale mondiale del barocco, la cui architettura influenzò molto la sua area centrale. In questo periodo, si devono a Gian Lorenzo Bernini la Fontana dei Quattro Fiumi a Piazza Navona e il colonnato della basilica di San Pietro; a Francesco Borromini la chiesa di Sant'Ivo alla Sapienza e quella di Sant'Agnese ancora a Piazza Navona, dove risiedeva la potente famiglia Pamphili. Soprattutto la famiglia Barberini poi si dedicò a costruire nuove opere, ma così facendo ne distrusse altre già esistenti, asportando ad esempio il bronzo dalle scritte latine del Pantheon per farne un baldacchino in San Pietro e nuovi armamenti a difesa della città: a Roma nacque così il detto Quod non fecerunt barbari, fecerunt Barberini.
I secoli tra il Cinquecento e il Settecento furono inoltre caratterizzati dalla Controriforma, voluta dalla Chiesa per rispondere alla Riforma luterana. L'espressione dell'architettura manierista fu minuziosamente diffusa con Il Vignola, per edifici civili e religiosi a Roma e in tutto lo Stato Pontificio, i suoi capolavori, prima ancora della Chiesa del Gesù (1568), divennero le ville come Villa Giulia e Palazzo Farnese. Furono secoli di relativa tranquillità, durante i quali il papato cercò di allargare la propria presenza tramite iniziative educative e assistenziali, fondando scuole, ospedali, e provvidenze per i poveri. Accorsero a Roma artisti stranieri come Rubens, Van Dyck e Diego Velázquez, e fu istituita l'Accademia dei Lincei.

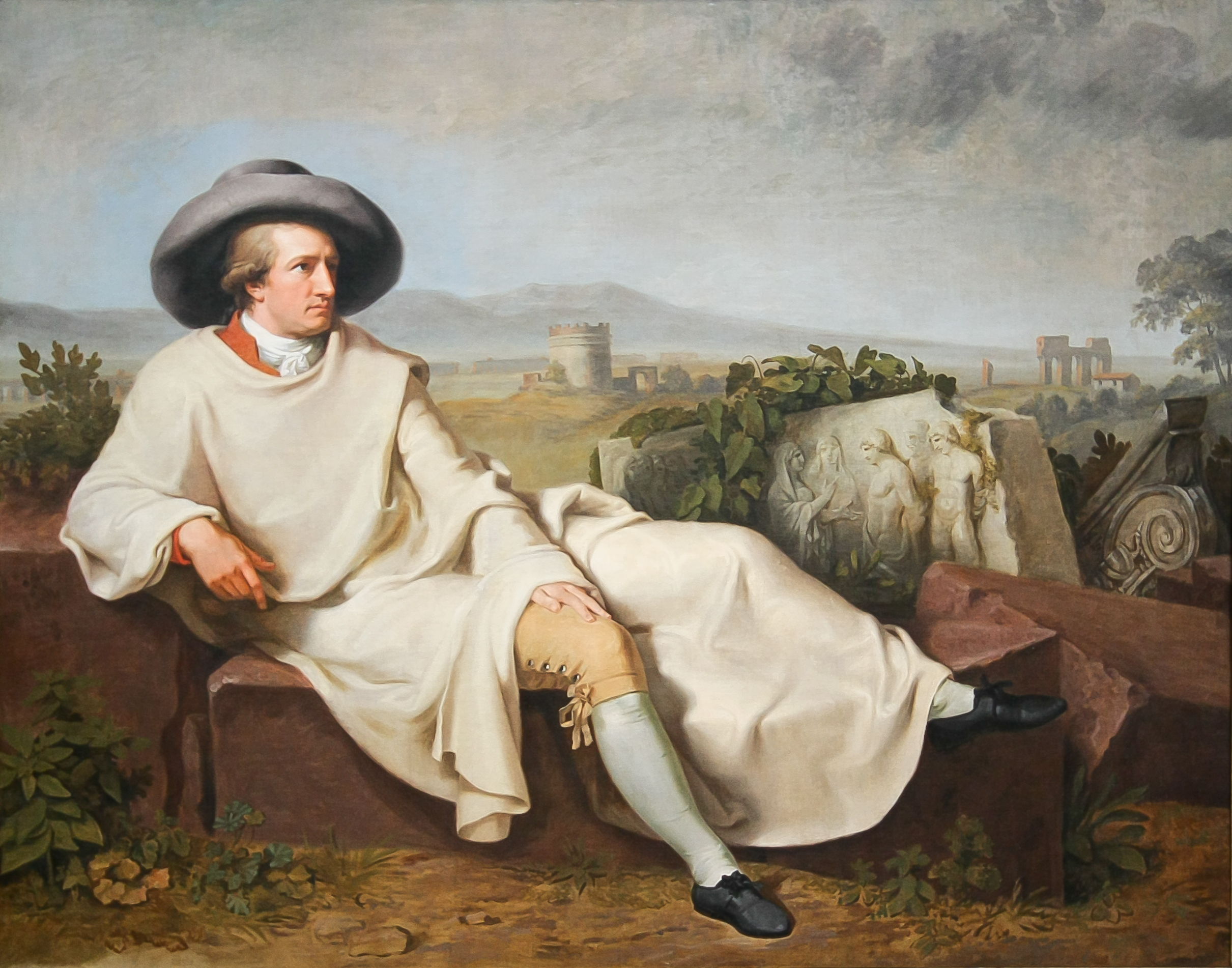
Goethe, in un ritratto di rito tra le antiche pietre della campagna romana (dipinto di Johann Heinrich Wilhelm Tischbein)

Nel Settecento continuarono ad affluire a Roma numerosi intellettuali dall'estero, attratti dalla sua fama e dalle sue vestigia. Tra questi vi fu Johann Wolfgang von Goethe, che nel 1786 soggiornò in via del Corso. Innumerevoli furono in quegli anni le menzioni della città nei romanzi, nei diari di viaggio, nelle guide e nei resoconti del Grand Tour. Il carnevale di Roma fu, a cavallo di Sette e Ottocento, uno degli eventi più celebrati e popolari dell'intera Europa.

### Le invasioni francesi (1798-1849)
Alla fine del XVIII e nel XIX secolo, i moti rivoluzionari che caratterizzarono l'epoca non esclusero Roma. Il governo dei Papi venne interrotto dalla breve vita della Repubblica Romana (1798) che fu costruita sul modello della Rivoluzione francese. L'invasione militare non solo portò saccheggi e devastazioni a Roma e nelle campagne (le stesse chiese vennero in molti casi adibite a stalle per le truppe), ma addirittura portò all'arresto da parte dei francesi al papa Pio VI, che fu deportato in Francia, dove morì.

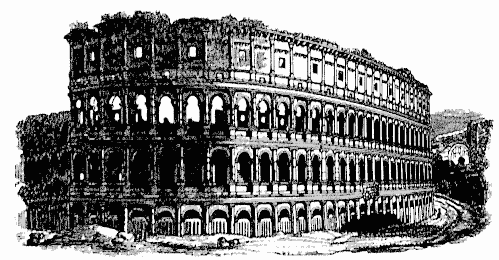
Il Colosseo in una stampa ottocentesca

In questo clima incandescente di pressanti richieste democratiche, nell'anno 1800 venne eletto il papa di compromesso Pio VII, che tentò subito di liberalizzare l'economia pontificia in particolare con il motu proprio Le più colte già del 1801, non senza contrasti; tuttavia, ben presto una seconda occupazione francese vide l'ex generale rivoluzionario divenuto Imperatore Napoleone Bonaparte minacciare direttamente l'autorità papale, proclamando infine Roma "seconda città dell'impero francese" nel 1809 e capoluogo dell'omonimo dipartimento: per il suo erede riservò il titolo di "Re di Roma". Pio VII, che non volle opporre resistenza all'invasione armata, venne fatto prigioniero dai francesi come il suo predecessore e deportato in Francia al Castello di Fontainebleau, dove rimase cinque anni.
Alla caduta di Napoleone I venne restaurato il potere papale, con il Congresso di Vienna del 1814: in questo quadro, Pio VII tornò a Roma. Pio VII continuò la via delle riforme con l'aiuto del fedele cardinale Ercole Consalvi, con diverse aperture in molti settori, come ad esempio l'avvio alla riforma del catasto e della tassazione, la liberalizzazione del commercio e la soppressione dei diritti feudali, l'apertura della scuola di ingegneria presso La Sapienza e la formale approvazione alla pubblicazione di opere che presentavano la teoria copernicana come un fatto scientifico assodato. Tuttavia, l'ambiente rimase ancora conflittuale: il successore Leone XII, dal 1823, segnò una netta svolta conservatrice anti-liberale, dove si acuì la repressione dei simpatizzanti giacobini della rivoluzione francese, ma non mancarono ugualmente nuove sommosse soprattutto nelle province pontificie. Nel quadro delle rivoluzioni del 1848, in marzo, il pontefice Pio IX arrivò persino a concedere una propria costituzione (chiamata Statuto fondamentale pel Governo temporale degli Stati di Santa Chiesa, emessa appena 10 giorni dopo lo Statuto Albertino), ma pochi mesi dopo avvenne un'altra invasione francese e nel 1849 sorse una nuova Repubblica Romana. Stavolta, essa ebbe vita breve: durò infatti solo cinque mesi. Per essa combatterono anche due delle più influenti figure della futura unificazione italiana, Giuseppe Mazzini e Giuseppe Garibaldi: Mazzini, insieme a Carlo Armellini e ad Aurelio Saffi, fu infatti nominato triumviro della Repubblica romana.
Dal punto di vista sociale la Repubblica Romana del 1849 rappresentò la prima grande lotta unitaria di patrioti provenienti da tutta Italia: vi parteciparono, per esempio, il genovese Goffredo Mameli, i varesini Enrico Dandolo ed Emilio Morosini, il milanese Luciano Manara, dalla Capitanata Luigi Zuppetta. Vi partecipò una legione polacca guidata da Aleksander Izenschmid de Milbitz.

### Verso l'unificazione d'Italia (1849-1870)
Ii papa si scontrò con il nascente processo di unificazione dell'Italia che stava portando a riunire tutta la penisola dall'esercito guidato da Garibaldi sotto il controllo dei Savoia. Il ritorno di papa Pio IX a Roma, con l'aiuto delle truppe francesi, escluse Roma dal processo di unificazione che coinvolse la seconda guerra d'indipendenza italiana e la spedizione dei Mille, dopo la quale tutta la penisola italiana, eccetto Roma e Venezia, veniva riunita sotto il regno dei Savoia.
Nel 1870 cominciò la guerra franco-prussiana, e l'imperatore francese Napoleone III non fu più in grado di proteggere lo Stato Pontificio. L'armata italiana, dopo un cannoneggiamento durato tre ore, entrò a Roma il 20 settembre attraverso una breccia aperta nelle mura nelle vicinanze di Porta Pia. Roma e il Lazio furono così annessi al Regno d'Italia.
Inizialmente il governo italiano aveva offerto a Pio IX di conservare per sé la Città leonina, ma il papa rifiutò l'offerta perché sottoscrivere avrebbe significato accettare il controllo dell'Italia sul suo dominio. Pio IX si dichiarò dunque prigioniero nel Vaticano, anche se non gli era in realtà impedito di entrare e uscire. La legge che deliberò il trasferimento della Capitale da Firenze a Roma venne firmato il 3 febbraio 1871, e da quel giorno divenne ufficialmente la capitale del Regno di Italia. Re Vittorio Emanuele II ed il Governo entrarono però finalmente a Roma soltanto il 2 luglio di quell'anno.

### La capitale del Regno d'Italia (1870-1922)

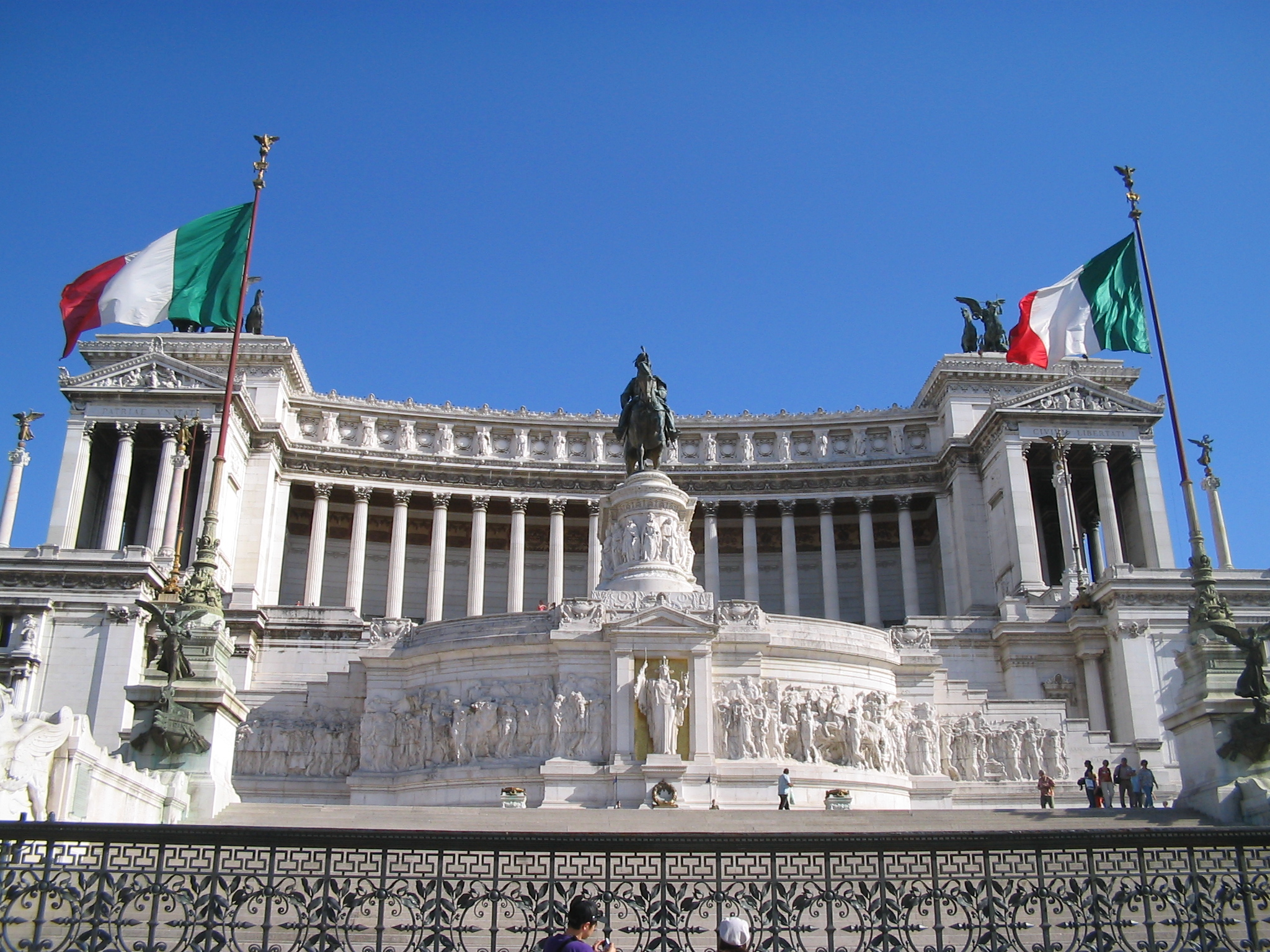
L'altare della Patria

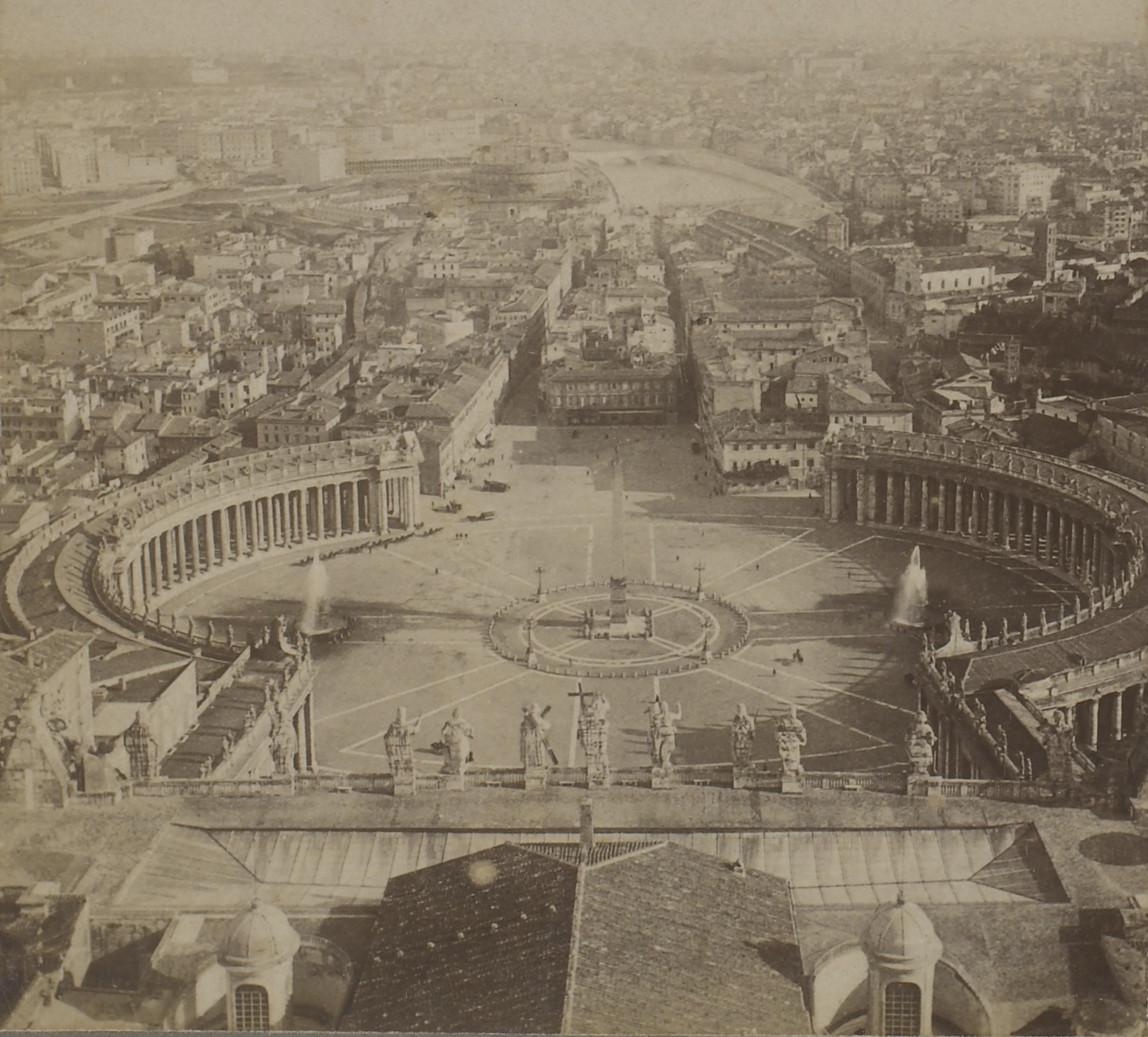
Roma dalla Basilica di San Pietro, 1901.

Nel 1870, la città che i Savoia scelsero per capitale d'Italia era ben lontana dal possedere le qualità proprie di una capitale europea. Roma era, infatti, una piccola città prevalentemente agricola di poco più di 200000 abitanti dove non mancavano storia, arte, ruderi e tradizioni popolari, ma del tutto priva di industrie e di borghesia liberale, in quanto dominata da una nobiltà bigotta e poco colta, un clero che viveva delle rendite dei beni ecclesiastici, un popolo abbandonato e misero (al quale il Belli aveva eretto il monumento dei suoi Sonetti), dove l'analfabetismo raggiungeva il 70%, la malaria era diffusa e i briganti spadroneggiavano subito fuori Porta San Paolo.
Dopo la morte del re Vittorio Emanuele II, a partire dal 1886 il Colle Capitolino fu sventrato per far posto al grandioso monumento funebre dedicato al sovrano, il Vittoriano: a questa grande opera ne seguirono molte altre, stravolgendo profondamente l'assetto di numerosi quartieri e l'aspetto caratteristico della Roma papale, che così scomparve definitivamente. Accanto alle demolizioni di case, chiese e palazzi anche di pregio (ad esempio, il Convento di Aracoeli - con la sua secolare biblioteca e l'annessa Torre di Paolo III sul Campidoglio - villa Ludovisi, villa Palombara, palazzo Altoviti ecc.), furono edificati numerosi edifici destinati ad accogliere le istituzioni, i ministeri e i funzionari pubblici, e progettati interi nuovi quartieri come Prati accanto al Vaticano ed Esquilino intorno all'enorme Piazza Vittorio Emanuele II. Nel 1887 lo scontro tra il governo cittadino e il governo centrale del Regno si manifestò anche per la destituzione dell'appena eletto sindaco filo-papale Leopoldo Torlonia ufficialmente per essersi congratulato, a nome della città, con il cardinale vicario Lucido Maria Parocchi per il giubileo sacerdotale di papa Leone XIII. In questo clima di violento scontro di potere tra mondo liberale e mondo ecclesiastico, entrambi polemicamente arroccati nelle proprie posizioni, venne inaugurato anche il nuovo monumento a Giordano Bruno in piazza Campo de' Fiori nel 1889.
Già dopo l'ultima inondazione del 1870 si cominciò la costruzione dei muraglioni (ultimati solo nel 1926) ai lati del Tevere e i soprastanti lungotevere, che risolsero il millenario problema delle piene del fiume ma al contempo portarono alla chiusura dei due caratteristici porti fluviali di Ripa Grande e Ripetta e con essi la fine del settore portuale (concomitante con l'avvio del settore ferroviario): il progettista fu Raffaele Canevari. In questo periodo, non mancarono gravi episodi di speculazioni con grandi scandali finanziari, tra cui il maggiore fu quello che portò al fallimento della Banca Romana nel 1893 a seguito dell'esplosione della bolla immobiliare in un contesto di corruzione e impunità diffuse. Il periodo più grave della crisi edilizia del quinquennio 1888-1893 ebbe come effetto, dopo il fallimento di numerose imprese edili, oltre alla disoccupazione, l'improvviso arresto della costruzione dei nuovi edifici. Ma nel frattempo aumentavano gli immigrati provenienti dalle campagne circostanti e da zone povere più lontane, oltre che dai piemontesi della insediata corte reale (spregiativamente chiamati "buzzurri" dalla popolazione preesistente), attratti dal nuovo ruolo di Capitale e dalle opportunità che ne derivavano, cosicché in trent'anni, fino al 1900, la popolazione raddoppiò.
Solo all'inizio del XX secolo Roma entrò pienamente nella modernità come le altre grandi capitali europee, con la costruzione di nuovi quartieri oltre le Mura Aureliane come la Piazza d'Armi per le celebrazioni del 50º anniversario dell'Unità d'Italia, e le aziende municipalizzate per i servizi pubblici in particolare sotto la spinta del sindaco Ernesto Nathan e del suo assessore Giovanni Montemartini.

### Periodo fascista (1922-1943)

La marcia su Roma

Il 28 ottobre 1922, dopo l'adunata di Napoli, dove si radunarono migliaia di camicie nere, le milizie fasciste marciarono su Roma: era la marcia su Roma, al termine della quale Mussolini fu convocato dal Re Vittorio Emanuele III e incaricato di formare un nuovo governo. Dopo i primi anni alquanto travagliati, che videro il ritiro sull'Aventino dei parlamentari dissenzienti col fascismo, Mussolini riuscì comunque a consolidare il potere instaurando la dittatura.
Nel 1929 Mussolini aveva fatto di Palazzo Venezia, ex ambasciata austro-ungarica confiscata dallo Stato italiano durante la Grande Guerra, situato nel cuore di Roma e quindi idealmente nel cuore dell'Italia, la propria sede, dalla quale era solito pronunciare i suoi discorsi affacciandosi sul balcone dell'adiacente Piazza Venezia.

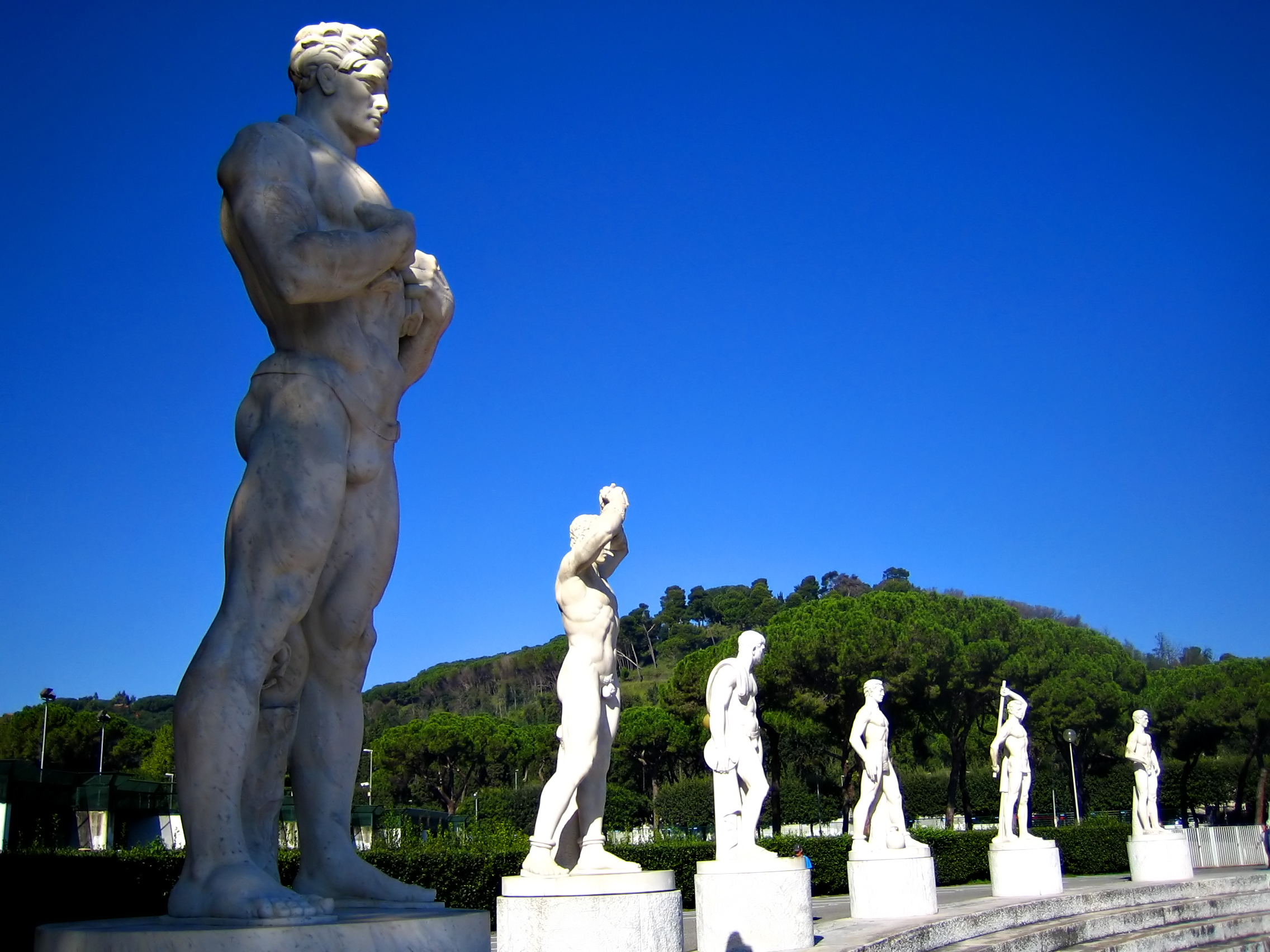
Statue di atleti al Foro Italico

Tra le decisioni di rilievo prese da Mussolini ci fu la soluzione dell'annosa questione cattolica che si protraeva sin dal 1870. Nel 1929 Stato e Chiesa stipularono i Patti Lateranensi, con cui l'Italia cedeva al papa il territorio del Vaticano: tornava così ad esistere lo Stato Pontificio. Per inaugurare la riconciliazione tra Stato e Chiesa, il Duce del Fascismo fece costruire la Via della Conciliazione, che tuttavia causò la parziale demolizione di un quartiere di impianto medievale: la Spina di Borgo. Altri interventi di rilievo sull'assetto urbanistico furono il tracciamento della Via dell'Impero (oggi via dei Fori Imperiali) e di Via del Mare (con la conseguente scomparsa di Piazza Montanara), l'avvio della costruzione della prima linea metropolitana, la creazione della Piazza Augusto Imperatore tramite demolizioni intorno al Mausoleo di Augusto, l'edificazione del complesso sportivo del foro Mussolini (oggi Foro Italico), la continuazione delle demolizioni alla base del Campidoglio, che costrinse parte degli abitanti a spostarsi nelle borgate che stavano crescendo fuori dal centro, gli studi cinematografici di Cinecittà. Sia nell'estetica come nella retorica, il Fascismo si proponeva di rinnovare i fasti dell'antica Roma, ampliando gli spazi urbani ed esaltando dei monumenti dell'antichità in chiave propagandistica. Tali opere infatti avevano la funzione di dare gloria al Fascismo e a Mussolini il quale, dopo il successo ottenuto nella Guerra d'Etiopia, nel 1936 venne acclamato come colui che aveva riportato l'Impero sui colli fatali di Roma.
Ed è sempre a Roma, dal balcone di Palazzo Venezia, che Mussolini il 10 giugno 1940 annunciò l'entrata dell'Italia nella seconda guerra mondiale.
I primi anni del conflitto furono per Roma di relativa tranquillità; in questo periodo venne completata la bonifica delle paludi pontine che infestavano il basso Lazio, e si avviò la costruzione del quartiere E42, oggi EUR, in vista della Esposizione Universale di Roma del 1942 che poi non ebbe luogo. L'architettura dell'Eur, di tipo razionalistico e futuristico, doveva non solo dare lustro al fascismo e alla capitale dell'Impero, ma anche avvicinare Roma al mare. Lo sbocco di Roma sul mare infatti avrebbe dovuto inaugurare l'epoca della Terza Roma: una nuova Urbe, dopo quella degli antichi romani e quella dei papi. Ma questi progetti furono accantonati per il sopraggiungere delle sconfitte in guerra.
Roma venne generalmente risparmiata dai bombardamenti degli Alleati per la presenza della Chiesa cattolica sul suo suolo; ma il 19 luglio 1943 venne duramente colpito il quartiere San Lorenzo. Destò impressione l'immagine del papa Pio XII, sceso in strada per dare soccorso, con la tonaca bianca insanguinata.

### L'occupazione di Roma (1943-1944)

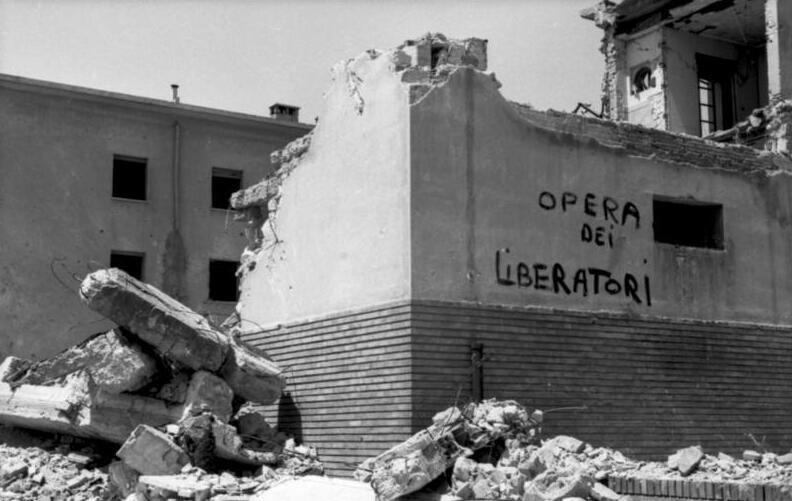
1944: iscrizione di propaganda di guerra su una casa di Roma distrutta dai bombardamenti Alleati

Il 25 luglio 1943, Benito Mussolini venne messo in minoranza dal Gran Consiglio del Fascismo; il suo successivo arresto in Villa Ada, da parte dei carabinieri, sancì la caduta del fascismo. Subito si ricostituirono i partiti democratici (in Roma, il Partito d'Azione si era ricostituito clandestinamente già nel 1942). Il 31 luglio e poi il 14 agosto il nuovo governo Badoglio dichiarò Roma città aperta. La dichiarazione fu ignorata dai tedeschi che nemmeno riconoscevano il governo Badoglio e dagli alleati che considerarono Roma un importante obiettivo nelle retrovie tedesche. Così la città subì ulteriori bombardamenti tra l'11 e il 12 agosto nei quartieri Tiburtino, Prenestino, Casilino e Tuscolano.
Dopo l'Armistizio di Cassibile e la fuga del re Vittorio Emanuele III, le divisioni tedesche, già presenti nel territorio italiano, agirono immediatamente per prendere il controllo della situazione. L'attacco su Roma si sviluppò partendo dal mare, sin dalla sera dell'8 settembre, ad opera soprattutto della Seconda divisione paracadutisti della Wehrmacht.
Nonostante la mancanza di ordini precisi o addirittura intimanti di evitare scontri con le truppe tedesche, alcuni reparti dell'esercito, dei Carabinieri e della polizia, affiancati da cittadini volontari spontaneamente armati, tentarono invano di opporsi all'attacco delle truppe tedesche.
La Granatieri di Sardegna reagì con forza ed ingaggiò furiosi combattimenti: gli scontri più accesi si ebbero nella giornata del 9, intorno alla zona del Ponte della Magliana, dell'E42 (l'attuale EUR) e del forte Ostiense; ed il 10, tra la Montagnola e Porta San Paolo. Il 9 settembre alle ore 16.30, a battaglia in corso, sorse a Roma, in via Carlo Poma, il CLN - Comitato di Liberazione Nazionale.
Nel pomeriggio del 10 i paracadutisti tedeschi avevano travolto ogni difesa e raggiunto il centro della città: il comando italiano accettò la richiesta tedesca di cessare il fuoco e di trasformare Roma in una città aperta, presidiata solo da pochi soldati italiani. La battaglia per la difesa di Roma, dove si ebbero 597 caduti, di cui 414 militari e 183 civili, è il primo evento della Resistenza italiana.

La scena principale del film Roma città aperta: l'uccisione della popolana Pina (Teresa Gullace), interpretata da Anna Magnani

Il 16 ottobre 1943, principalmente in via del Portico d'Ottavia e nelle strade adiacenti, ma anche in altre differenti zone della città di Roma, le truppe tedesche della Gestapo effettuarono una retata di 1259 persone, di cui 363 uomini, 689 donne e 207 bambini appartenenti alla comunità ebraica. Soltanto 16 di loro sopravvissero allo sterminio (15 uomini e una donna). 2.091 fu il numero complessivo dei deportati ebrei negli otto mesi dell'occupazione tedesca.
Dopo l'occupazione della città e di concerto con le nuove autorità della Repubblica Sociale Italiana i tedeschi sostanzialmente rispettarono la dichiarazione di "Roma città aperta" evitando lo stanziamento e il transito di truppe in città anche se in parte per propaganda. Furono mantenute in città solo ridotte forze di polizia militare come il Polizeiregiment "Bozen", contro cui il 23 marzo 1944 fu rivolto il più sanguinoso attentato partigiano contro le truppe tedesche. L'attentato di via Rasella da parte dei GAP, durante il transito di una compagnia del II battaglione composto da 156 reclute altoatesine, provocò la morte immediata di 33 militari e il ferimento di altre 110 circa. Per rappresaglia i nazisti uccisero 335 prigionieri o rastrellati italiani, quasi tutti civili, nell'Eccidio delle Fosse Ardeatine.
Oltre alle 335 vittime delle Fosse Ardeatine e agli ebrei deportati principalmente al Portico d'Ottavia, la città contò, durante l'occupazione nazista, 947 deportati nel rastrellamento del Quadraro, 66 partigiani fucilati a Forte Bravetta, dieci fucilati a Pietralata e le dieci donne uccise presso il Ponte dell'Industria per aver assaltato un forno.
Non mancarono forme di resistenza passiva da parte del clero, con l'accoglimento clandestino nei conventi e nelle strutture religiose cristiane di 4.447 ebrei censiti. Numerosissime analoghe forme di accoglimento della popolazione ebraica furono effettuate da parte di comuni cittadini.
Icona cinematografica del presente periodo storico è il film Roma città aperta, di Roberto Rossellini, che narra in forma romanzata le vicende dell'uccisione di Teresa Gullace e della fucilazione di Don Giuseppe Morosini, interpretati, rispettivamente, da Anna Magnani e Aldo Fabrizi.
La città fu liberata dagli Alleati il 4 giugno 1944. Durante la fuga, alcuni soldati tedeschi fucilarono 14 uomini politici e partigiani già prigionieri in via Tasso, tra cui Bruno Buozzi, sulla via Cassia, nei pressi della località La Storta. L'ultima vittima si ebbe il primo giorno della liberazione (5 giugno): il dodicenne Ugo Forno, ucciso nel tentativo di impedire alle retroguardie tedesche di far saltare il ponte ferroviario sull'Aniene.

### La città contemporanea (dal 1945 ai giorni nostri)
La Roma di oggi riflette le stratificazioni delle epoche della sua lunga storia, ma è anche una grande e moderna metropoli. Il vasto centro storico contiene molti resti dell'antica Roma, mentre poche aree hanno resti medievali: ci sono, inoltre, molti tesori artistici dal Rinascimento, molte chiese e palazzi barocchi, come molti esempi di Art Nouveau, Neoclassicismo, Modernismo, Razionalismo e altri stili artistici del XIX e XX secolo. La città si può considerare una sorta di enciclopedia vivente degli ultimi 3000 anni di arte occidentale.
Dopo l'ultima guerra, Roma continuò a espandersi a causa della crescita della popolazione (da 1.600.000 nel 1961 a 2.700.000 nel 2011), soprattutto emigranti dalle altre regioni del centro e del sud Italia attratti dalle opportunità di lavoro nell'amministrazione pubblica, nell'industria e nei servizi. Furono creati ulteriori nuovi quartieri e sobborghi, tra cui quelli di edilizia pubblica dell'Istituto Autonomo Case Popolari e dell'INA Casa, in tutte le direttrici, in particolare in maniera intensiva nel quadrante est della città e verso il litorale di Ostia.
Roma ospitò le Olimpiadi del 1960, usando Villa Borghese e le Terme di Caracalla come sedi, ma costruendo anche nuove strutture, come lo Stadio Olimpico (che in seguito fu ancora rinnovato per ospitare il Campionato mondiale di calcio del 1990), il nuovo Stadio Flaminio e il Palazzetto dello Sport di Nervi, il Palazzo dello Sport all'EUR e il Villaggio Olimpico (creato per ospitare gli atleti e trasformato dopo i giochi in un quartiere residenziale).
Nel 1980, il centro storico di Roma viene riconosciuto come patrimonio dell'umanità dall'UNESCO.

### Il nuovo millennio
Nel 2000 Roma ospita il grande Giubileo e, in estate, la Giornata mondiale della gioventù. Nel 2002 fu poi inaugurato l'Auditorium Parco della Musica.
A partire dal 2014 emergono progressivamente estesi fenomeni corruttivi tra una parte della politica, della pubblica amministrazione e delle attività imprenditoriali, legati all'edilizia e ad appalti, servizi e concessioni pubbliche, indicati giornalisticamente sotto il nome di Mafia Capitale.
Essendo la capitale dell'Italia, Roma ospita tutte le principali istituzioni della nazione - la Presidenza della Repubblica, il Governo e i Ministeri, il Parlamento, le corti giudiziarie - nonché le delegazioni diplomatiche sia presso l'Italia che presso la Città del Vaticano e alcune organizzazioni internazionali come la FAO e il WFP. È inoltre una delle più importanti destinazioni turistiche del mondo, per il suo immenso patrimonio archeologico, i suoi tesori artistici e la valenza religiosa.

## Storia amministrativa
Sotto lo Stato Pontificio, le cariche a governo della città hanno avuto configurazioni e poteri diversi nel corso del tempo: i senatori (da cui prese il nome palazzo Senatorio in Campidoglio), i conservatori (che diedero il nome al palazzo dei Conservatori), i priori dei caporioni e i caporioni.
Nel corso del XIV e XV secolo la gestione della città si strutturò tra la Camera Capitolina, con funzioni principalmente amministrative, al cui vertice erano i conservatori e il priore dei caporioni (che costituivano insieme il Magistrato Romano) e la Curia Capitolina, presieduta dal senatore, con funzioni esclusivamente giudiziarie. Dal 1580 il senatore divenne di esclusiva nomina papale, con il conseguente svuotamento di gran parte delle sue competenze, e l'amministrazione civile della città fu sostanzialmente affidata al cardinale vicario, al governatore di Roma e al vice camerlengo.
Durante il periodo napoleonico, Roma fece parte dell'Impero francese dal 1809 al 1814, ed ebbe per la prima volta un sindaco, Luigi Braschi-Onesti. Dopo questa parentesi vennero ripristinate le cariche tradizionali.
Nel novembre del 1847 papa Pio IX riformò l'organizzazione municipale istituendo il Consiglio e Senato di Roma: furono nominati 100 consiglieri che votarono una terna di nomi per la carica di senatore, tra i quali il papa scelse Tommaso Corsini. Corsini rimase in carica anche dopo la fuga di Pio IX a Gaeta e si dimise solo il 26 dicembre 1848. L'ultimo senatore fu Francesco Cavalletti Rondinini, nominato nel 1865.
Con l'annessione di Roma al Regno d'Italia nel 1870 fu creata la carica di sindaco, inizialmente nominato con regio decreto tra i consiglieri comunali, e solo dal 1889 eletto dal consiglio comunale tra i suoi membri, anche se nei primi decenni fu spesso vacante e le sue competenze furono esercitate da assessori facenti funzione.
Nel 1925 il regime fascista abolì sindaco e consiglio comunale, sostituendoli con un governatore di Roma nominato con regio decreto su proposta del ministro dell'Interno previa deliberazione del Consiglio dei ministri (mentre tutti gli altri comuni erano governati da un podestà). La carica di sindaco fu ripristinata soltanto nel 1944, con la liberazione di Roma.
Nel 1946 tornano a svolgersi le elezioni comunali. Fino al 1993 il sindaco era nominato dal consiglio comunale tra i suoi membri; dopo la riforma della legge elettorale dei Comuni viene invece scelto per elezione diretta, originariamente per 4 anni, diventati poi 5 nel 1998.